# Liste des films produits par Warner Bros. Pictures
Cet article présente la liste (non exhaustive) des films produits par le studio américain Warner Bros. Pictures depuis sa création.

## Production
- Par date de première sortie en salles
- † film perdu

### Années 1910

#### 1919
- Beware! de William Nigh

### Années 1920

#### 1922
- A Dangerous Adventure de Jack et Sam Warner
- La Bourrasque (The Beautiful and Damned) de William A. Seiter

#### 1923
- Lucretia Lombard de Jack Conway
- La Première Femme (Brass) de Sidney Franklin
- La Rue des vipères (Main Street) de Harry Beaumont
- Where the North Begins de Chester M. Franklin

#### 1924
- A Lost Lady de Harry Beaumont
- Beau Brummel de Harry Beaumont
- Comédiennes (The Marriage Circle) d'Ernst Lubitsch
- Cornered de William Beaudine
- How to Educate a Wife de Monta Bell
- O sole mio (This Woman) de Phil Rosen
- Le Phare qui s'éteint (The Lighthouse by the Sea) de Malcolm St. Clair
- La Seconde Jeunesse de M. Brunell (Babbitt) de Harry Beaumont
- Trois Femmes (Three Women) d'Ernst Lubitsch

#### 1925
- Bobbed Hair d'Alan Crosland
- La Bonne du colonel (The Man on the Box) de Charles Reisner
- Clash of the Wolves de Noel M. Smith
- Compromise d'Alan Crosland
- Eve's Lover de Roy Del Ruth†
- Ma femme et son flirt (Kiss Me Again) d'Ernst Lubitsch
- Pleasure Buyers de Chester Withey
- Les Sept Larrons en quarantaine (Seven Sinners)
- Un grand timide (The Narrow Street) de William Beaudine
- Un joueur enragé (The Bridge of Sighs) de Phil Rosen

#### 1926
- Marquita l'espionne (Across the Pacific) de Roy Del Ruth
- The Better 'Ole de Charles Reisner
- Broken Hearts of Hollywood de Lloyd Bacon
- Don Juan d'Alan Crosland
- The Honeymoon Express de James Flood†
- Jim le harponneur (The Sea Beast) de Millard Webb
- Oh What a Nurse! de Charles Reisner
- Pourvu que ça dure (The Caveman) de Lewis Milestone
- Private Izzy Murphy de Lloyd Bacon
- Souvent est pris (The Man Upstairs) de Roy Del Ruth†
- Une riche veuve (Footloose Widow) de Roy Del Ruth
- Une scène dans la plantation (A Plantation Act) d'Al Jolson
- While London Sleeps de Howard Bretherton
- Why Girls Go Back Home de James Flood

#### 1927
- A Million Bid de Michael Curtiz
- A Sailor's Sweetheart de Lloyd Bacon
- Across the Atlantic de Howard Bretherton†
- Brass Knuckles de Lloyd Bacon
- Le Chanteur de jazz (The Jazz Singer) d'Alan Crosland
- Coquin de briquet (If I Were Single) de Roy Del Ruth
- The Desired Woman de Michael Curtiz
- L'Enfer noir (White Flannels) de Lloyd Bacon
- Finger Prints de Lloyd Bacon
- The Fortune Hunter de Charles Reisner†
- The Heart of Maryland de Lloyd Bacon
- L'Imbattable de (One-Round Hogan) de Howard Bretherton
- Minuit à Chicago de Ray Enright†
- The Missing Link de Charles Reisner
- Jaws of Steel de Ray Enright
- Old San Francisco d'Alan Crosland
- Le Roman de Manon (When a Man Loves) d'Alan Crosland

#### 1928
- L'Arche de Noé (Noah's Ark) de Michael Curtiz
- The Beau Brummels d'Al Shaw
- La Candidate (Women They Talk About) de Lloyd Bacon†
- En cour d'assises (On Trial) d'Archie Mayo
- Five and Ten Cent Annie de Roy Del Ruth
- Forains (The Barker) de George Fitzmaurice
- Lights of New York de Bryan Foy
- The Lion and the Mouse de Lloyd Bacon
- Pay as You Enter de Lloyd Bacon†
- Le Fou chantant (The Singing Fool) de Lloyd Bacon
- Glorious Betsy d'Alan Crosland
- La Taverne rouge (The Crimson City) d'Archie Mayo
- Taxi de minuit (The Midnight Taxi) de John G. Adolfi

#### 1929
- L'Âge ardent (Fast Life) de John Francis Dillon
- The Argyle Case de Howard Bretherton
- Bosko the Talk-Ink Kid de Hugh Harman
- Le Chant du désert (The Desert Song) de Roy Del Ruth
- Chante-nous ça ! (Say It with Songs) de Lloyd Bacon
- Disraeli d'Alfred E. Green
- Fancy Baggage de John G. Adolfi
- La Fille dans la cage de verre (The Girl in the Glass Cage) de Ralph Dawson†
- The Gamblers de Michael Curtiz†
- Le Général Crack (General Crack) d'Alan Crosland
- Gold Diggers of Broadway de Roy Del Ruth†
- Hearts in Exile de Michael Curtiz
- L'Homme aux deux visages (Skin Deep) de Ray Enright
- Honky Tonk de Lloyd Bacon†
- Lambchops de Murray Roth
- No Defense de Lloyd Bacon†
- La Revue en folie (On with the Show!) d'Alan Crosland
- Sally de John Francis Dillon†
- The Show of Shows de John G. Adolfi
- So Long Letty de Lloyd Bacon
- Sonny Boy d'Archie Mayo
- Stark Mad de Lloyd Bacon†
- Stolen Kisses de Ray Enright
- La Tigresse (Tiger Rose) de George Fitzmaurice†

### Années 1930

#### 1930
- A Soldier's Plaything de Michael Curtiz
- Au seuil de l'enfer (The Doorway to Hell) d'Archie Mayo
- The Booze Hangs High de Hugh Harman et Rudolf Ising
- Box Car Blues de Hugh Harman et Rudolf Ising
- Captain Thunder de Alan Crosland
- Chanson de l'Ouest (Song of the West) de Ray Enright†
- Le Chant de la flamme (Song of the Flame) d'Alan Crosland†
- Charivari (The Life of the Party)†
- Congo Jazz de Hugh Harman et Rudolf Ising
- Courage d'Archie Mayo
- La Déesse rouge (The Green Goddess) d'Alfred E. Green
- Golden Dawn de Ray Enright†
- Hold Anything de Hugh Harman et Rudolf Ising
- Hold Everything de Roy Del Ruth†
- Mammy de Michael Curtiz
- The Man from Blankley's d'Alfred E. Green†
- Man to Man d'Allan Dwan
- Moby Dick de Lloyd Bacon
- Nuits viennoises (Viennese Nights) d'Alan Crosland
- The Office Wife de Lloyd Bacon
- The Other Tomorrow de Lloyd Bacon†
- Outward Bound de Robert Milton
- She Couldn't Say No de Lloyd Bacon†
- Sinkin' in the Bathtub de Hugh Harman et Rudolf Ising
- Sous le ciel du Texas (Under a Texas Moon) de Michael Curtiz
- Sur la piste glacée (River's End) de Michael Curtiz
- Sweet Kitty Bellairs d'Alfred E. Green
- The Way of All Men de Frank Lloyd†

#### 1931
- L'Ange blanc (Night Nurse) de William A. Wellman
- Le Beau Joueur (Smart Money) d'Alfred E. Green
- Blonde Crazy de Roy Del Ruth
- Le Démon des mers (Dämon des Meeres) de Michael Curtiz
- L'Ennemi public (Public Enemy) de William A. Wellman
- Le Faucon maltais (The Maltese Falcon) de Roy Del Ruth
- Fifty Million Frenchmen de Lloyd Bacon†
- Le Génie fou (The Mad Genius) de Michael Curtiz
- Gold Dust Gertie de Lloyd Bacon†
- Illicit d'Archie Mayo
- Manhattan Parade de Lloyd Bacon†
- Mon passé (My Past) de Roy Del Ruth
- Other Men's Women de William A. Wellman
- La Route de Singapour (The Road to Singapore) d'Alfred E. Green
- Sit Tight de Lloyd Bacon†
- The Star Witness de William A. Wellman
- Svengali d'Archie Mayo
- Under 18 d'Archie Mayo

#### 1932
- L'Athlète incomplet de Claude Autant-Lara
- The Crowd Roars d'Howard Hawks
- Fils de Russie (Scarlet Dawn) de William Dieterle
- La foule hurle de Jean Daumery
- High Pressure de Mervyn LeRoy
- L'Homme qui jouait à être Dieu (The Man Who Played God) de John G. Adolfi
- Je suis un évadé (I Am a Fugitive from a Chain Gang) de Mervyn LeRoy
- Jewel Robbery de William Dieterle
- Man Wanted de William Dieterle
- Mon grand (So Big!) de William A. Wellman
- Play Girl de Ray Enright
- The Purchase Price de William A. Wellman
- Street of Women d'Archie Mayo
- Taxi! de Roy Del Ruth
- Voyage sans retour (One Way Passage) de Tay Garnett

#### 1933
- 42e rue (42nd Street) de Lloyd Bacon
- L'affaire se complique (Hard to Handle) de Mervyn LeRoy
- Le Bataillon des sans-amour (The Mayor of Hell) d'Archie Mayo
- Capturé (Captured!) de Roy Del Ruth
- Chercheuses d'or de 1933 (Gold Diggers of 1933) de Mervyn LeRoy
- College Coach de William A. Wellman
- Ex-Lady de Robert Florey
- Ladies They Talk About de Howard Bretherton et William Keighley
- Liliane (Baby Face) d'Alfred E. Green
- Mary Stevens, M.D. de Lloyd Bacon
- Masques de cire (Mystery of the Wax Museum) de Michael Curtiz
- Meurtre au chenil (The Kennel Murder Case) de Michael Curtiz
- Le Parachutiste (Parachute Jumper) d'Alfred E. Green
- Private Detective 62 de Michael Curtiz
- La Porte des rêves (The Keyhole) de Michael Curtiz
- Prologues (Footlight Parade) de Lloyd Bacon
- Le Roi de la chaussure (The Working Man) de John G. Adolfi
- Sa douce maison (The House on 56th Street) de Robert Florey
- Le Tombeur (Lady Killer) de Roy Del Ruth
- Toujours dans mon cœur (Ever in My Heart) d'Archie Mayo
- Un danger public (Picture Snatcher) de Lloyd Bacon
- La Vie de Jimmy Dolan (The Life of Jimmy Dolan) d'Archie Mayo
- Voltaire de John G. Adolfi

#### 1934
- C'était son homme (He Was Her Man) de Lloyd Bacon
- Dames de Busby Berkeley et Ray Enright
- Easy to Love de William Keighley
- Femme d'intérieur (Housewife) d'Alfred E. Green
- Franc Jeu (Gambling Lady) d'Archie Mayo
- L'Homme de quarante ans (Upperworld) de Roy Del Ruth
- J'écoute (I've Got Your Number) de Ray Enright
- Jimmy the Gent de Michael Curtiz
- The Key de Michael Curtiz
- L'Oiseau de feu (The Firebird) de William Dieterle
- On a tué ! (Hi, Nellie!) de Mervyn LeRoy
- Madame du Barry de William Dieterle
- Mariage secret (The Secret Bride) de William Dieterle
- Something Always Happens de Michael Powell
- Un héros moderne (A Modern Hero) de Georg Wilhelm Pabst
- Un soir en scène (Sweet Adeline) de Mervyn LeRoy
- Voici la marine (Here Comes the Navy) de Lloyd Bacon

#### 1935
- Agent spécial (Special agent) de William Keighley
- Alibi Ike de Ray Enright
- Amis pour toujours (Shipmates Forever) de Frank Borzage
- Le Bousilleur (Devil Dogs of the Air) de Lloyd Bacon
- Broadway Hostess de Frank McDonald
- Bureau des épaves (Stranded) de Frank Borzage
- Capitaine Blood (Captain Blood) de Michael Curtiz
- Dinky de D. Ross Lederman et Howard Bretherton
- Émeutes (Frisco Kid) de Lloyd Bacon
- La Femme traquée (I Found Stella Parish) de Mervyn LeRoy
- The Florentine Dagger de Robert Florey
- The Girl in the Crowd de Michael Powell
- Le Gondolier de Broadway (Broadway Gondolier) de Lloyd Bacon
- In Caliente de Lloyd Bacon
- L'Intruse (Dangerous) de Alfred E. Green
- Little Big Shot de Michael Curtiz
- Moonlight on the Prairie de D. Ross Lederman
- Ne pariez pas sur les blondes (Don't Bet on Blondes) de Robert Florey
- The Right to Live de William Keighley
- Le Songe d'une nuit d'été (A Midsummer Night's Dream) de William Dieterle et Max Reinhardt
- Sixième Édition (Front Page Woman) de Michael Curtiz
- Some Day de Michael Powell†
- Tête chaude (The Irish in Us) de Lloyd Bacon
- Ville frontière (Bordertown) de Archie Mayo

#### 1936
- L'Ange blanc (The White Angel) de William Dieterle
- Anthony Adverse de Mervyn LeRoy
- The Big Noise de Frank McDonald
- The Brown Wallet de Michael Powell†
- Brumes (Ceiling Zero) de Howard Hawks
- Caïn et Mabel (Cain and Mabel) de Lloyd Bacon
- The Case of the Velvet Claws de William Clemens
- La Charge de la Brigade Légère (The Charge of the Light Brigade) de Michael Curtiz
- Crown v. Stevens de Michael Powell
- Earthworm Tractors de Ray Enright
- En parade (Gold Diggers of 1937) de Lloyd Bacon
- La Flèche d'or (The Golden Arrow) de Alfred E. Green
- La Forêt pétrifiée (The Petrified Forest) de Archie Mayo
- Give Me Liberty de B. Reeves Eason
- Guerre au crime (Bullets or Ballots) de William Keighley
- Héros malgré lui (Sons o' Guns) de Lloyd Bacon
- L'Île de la furie (Isle of Fury) de Frank McDonald
- Le Mort qui marche (The Walking Dead) de Michael Curtiz
- Satan Met a Lady de William Dieterle de Marc Connelly et William Keighley
- Les Verts Pâturages (The Green Pastures)
- La Vie de Louis Pasteur (The Story of Louis Pasteur) de William Dieterle

#### 1937
- À l'est de Shanghaï (West of Shanghaï) de John Farrow
- L'Aventure de minuit (It's Love I'm After) d'Archie Mayo
- Bataille de dames (Ever Since Eve) de Lloyd Bacon
- Cette nuit est notre nuit (Tovarich) d'Anatole Litvak
- Confession de Joe May
- Le Dernier Combat (Kid Galahad) de Michael Curtiz
- First Lady de Stanley Logan
- Le Grand Garrick (The Great Garrick) de James Whale
- Hollywood Hotel de Busby Berkeley
- L'Île du diable (Alcatraz Island) de William C. McGann
- Justice des montagnes (Mountain Justice) de Michael Curtiz
- La Légion noire (Black Legion) d'Archie Mayo
- La Loi de la forêt (God's Country and the Woman) de William Keighley
- La Lumière verte (Green Light) de Frank Borzage
- Mariez-vous ! (Marry the Girl) de William C. McGann
- Men in Exile de John Farrow
- Monsieur Dodd prend l'air (Mr. Dodd Takes the Air) d'Alfred E. Green
- Le Prince et le Pauvre (The Prince and the Pauper) de William Keighley
- Ready, Willing and Able de Ray Enright
- La Revue du collège (Varsity Show) de William Keighley
- Rivalité (Slim) de Ray Enright
- Le Roi et la Figurante (The King and the Chorus Girl) de Mervyn LeRoy
- Septième District (The Great O'Malley) de William Dieterle
- Smart Blonde de Frank McDonald
- Sous-marin D-1 (Submarine D-1) de Lloyd Bacon
- Une certaine femme (That Certain Woman) d'Edmund Goulding
- Une journée de printemps (Call It a Day) de Archie Mayo
- La Vie d'Émile Zola (The Life of Emile Zola) de William Dieterle
- La ville gronde (They Won't Forget) de Mervyn LeRoy

#### 1938
- Accidents Will Happen de William Clemens
- Les Anges aux figures sales (Angels with Dirty Faces) de Michael Curtiz
- Les Aventures de Robin des Bois (The Adventures of Robin Hood) de Michael Curtiz
- La Bataille de l'or (Gold Is Where You Find It) de Michael Curtiz
- Les Cadets de Virginie (Brother Rat) de William Keighley
- Le Cavalier errant (Going Places) de Ray Enright
- Chercheuses d'or à Paris (Gold Diggers in Paris) de Ray Enright et Busby Berkeley
- Comet Over Broadway de Busby Berkeley
- L'École du crime (Crime School) de Lewis Seiler
- La Femme errante (White Banners) d'Edmund Goulding
- Garden of the Moon de Busby Berkeley
- He Couldn't Say No de Lewis Seiler
- L'Insoumise (Jezebel) de William Wyler
- The Invisible Menace de John Farrow
- Joyeux Compères (Cowboy from Brooklyn) de Lloyd Bacon
- Love, Honor and Behave de Stanley Logan
- Menaces sur la ville (Racket Busters) de Lloyd Bacon
- Le Mystérieux Docteur Clitterhouse (The Amazing Dr Clitterhouse) d'Anatole Litvak
- Nancy Drew... Detective de William Clemens
- Nuits de bal (The Sisters) d'Anatole Litvak
- Over the Wall de Frank McDonald
- La Patrouille de l'aube (The Dawn Patrol) d'Edmund Goulding
- La Peur du scandale (Fools for Scandal) de Mervyn LeRoy et Bobby Connolly
- Quatre au paradis (Four's a Crowd) de Michael Curtiz
- Rêves de jeunesse (Four Daughters) de Michael Curtiz
- Swing Your Lady de Ray Enright
- Un meurtre sans importance (A Slight Case of Murder) de Lloyd Bacon
- Une enfant terrible (Hard to Get) de Ray Enright
- La Vallée des géants (Valley of the Giants) de William Keighley
- Le Vantard (Boy Meets Girl) de Lloyd Bacon
- When Were You Born de William C. McGann

#### 1939
- À chaque aube je meurs (Each Dawn I Die) de William Keighley
- A Child Is Born de Lloyd Bacon
- Agent double (Espionage Agent) de Lloyd Bacon
- Les Ailes de la flotte (Wings of the Navy) de Lloyd Bacon
- Les Aveux d'un espion nazi (Confessions of a Nazi Spy) d'Anatole Litvak
- Blackwell's Island de William C. McGann et Michael Curtiz
- Le Châtiment (You Can't Get Away with Murder) de Lewis Seiler
- Les Conquérants (Dodge City) de Michael Curtiz
- En surveillance spéciale (Invisible Stripes) de Lloyd Bacon
- Les Fantastiques Années 20 (The Roaring Twenties) de Raoul Walsh
- Fausses Notes (Naughty but Nice) de Ray Enright
- Filles courageuses (Daughters Courageous) de Michael Curtiz
- Les Fils de la Liberté (Sons of Liberty) de Michael Curtiz
- Gloire d'antan (Old Glory) de Chuck Jones
- Hommes sans loi (King of the Underworld) de Lewis Seiler
- Je suis un criminel (They Made Me a Criminal) de Busby Berkeley
- Jeunesse triomphante (Dust Be My Destiny) de Lewis Seiler
- Juarez de William Dieterle
- Nancy Drew... Trouble Shooter de William Clemens
- Nancy Drew et l'escalier secret (Nancy Drew and the Hidden Staircase) de William Clemens
- Le Printemps de la vie (Yes, My Darling Daughter) de William Keighley
- Quatre Jeunes Femmes (Four Wives) de Michael Curtiz
- Service secret de l'air (Secret Service of the Air) de Noel M. Smith
- Sur les pointes (On Your Toes) de Ray Enright
- Terreur à l'ouest (The Oklahoma Kid) de Lloyd Bacon
- Le Vainqueur (Indianapolis Speedway) de Lloyd Bacon
- La Vie privée d'Élisabeth d'Angleterre (The Private Lives of Elizabeth and Essex) de Michael Curtiz
- Victoire sur la nuit (Dark Victory) de Edmund Goulding
- La Vieille Fille (The Old Maid) d'Edmund Goulding
- Women in the Wind de John Farrow

### Années 1940

#### 1940
- L'Aigle des mers (The Sea Hawk) de Michael Curtiz
- An Angel from Texas de Ray Enright
- La Balle magique du Docteur Ehrlich (Dr Ehrlich's Magic Bullet) de William Dieterle
- British Intelligence Service (British Intelligence) de Terry O. Morse
- Brother Rat and a Baby de Ray Enright
- La Caravane héroïque (Virginia City) de Michael Curtiz
- Castle on the Hudson d'Anatole Litvak
- L'Étrangère (All This, and Heaven Too) d'Anatole Litvak
- L'Étrange Aventure (Brother Orchid) de Lloyd Bacon
- La Femme aux cheveux rouges (Lady with Red Hair) de Curtis Bernhardt
- Finie la comédie (No Time for Comedy) de William Keighley
- L'Homme qui parlait trop (The Man Who Talked Too Much) de Vincent Sherman
- Knute Rockne, All American de Lloyd Bacon
- Money and the Woman de William K. Howard
- Murder in the Air de Lewis Seiler
- My Love Came Back de Curtis Bernhardt
- La Piste de Santa Fe (Santa Fe Trail) de Michael Curtiz
- Le Régiment des bagarreurs (The Fighting 69th) de William Keighley
- Rendez-vous à minuit (It All Came True) de Lewis Seiler
- La Lettre (The Letter) de William Wyler
- Teddy, the Rough Rider de Ray Enright
- Tête chaude (East of the River) d'Alfred E. Green
- Three Cheers for the Irish de Lloyd Bacon
- Torrid Zone de William Keighley
- Une dépêche Reuter (A Dispatch from Reuter's) de William Dieterle
- Une femme dangereuse (They Drive by Night) de Raoul Walsh
- Ville conquise (City for Conquest) d'Anatole Litvak

#### 1941
- A Shot in the Dark de William C. McGann
- L'Amour et la Bête (The Wagons Roll at Night) de Ray Enright
- La Blonde framboise (The Strawberry Blonde) de Raoul Walsh
- Blues in the Night d'Anatole Litvak
- La Charge fantastique (They Died with Their Boots On) de Michael Curtiz
- Des pas dans la nuit (Footsteps in the Dark) de Lloyd Bacon
- Échec à la Gestapo (All Through the Night) de Vincent Sherman
- L'Entraîneuse fatale (Manpower) de Raoul Walsh
- Le Faucon maltais (The Maltese Falcon) de John Huston
- La Femme de Singapour (Singapore Woman) de Jean Negulesco
- Femmes adorables (Four Mothers) de William Keighley
- Fiancée contre remboursement (The Bride Came C.O.D.) de William Keighley
- Le Grand Mensonge (The Great Lie) d'Edmund Goulding
- La Grande Évasion (High Sierra) de Raoul Walsh
- Here Comes Happiness de Noel M. Smith
- Honeymoon for Three de Lloyd Bacon
- Ma femme se marie demain (Affectionately Yours) de Lloyd Bacon
- Million Dollar Baby de Curtis Bernhardt
- Nine Lives Are Not Enough d'A. Edward Sutherland
- Nuits joyeuses à Honolulu (Navy Blues) de Lloyd Bacon
- Out of the Fog d'Anatole Litvak
- Le Premier Ministre (The Prime Minister) de Thorold Dickinson
- Sergent York (Sergeant York) de Howard Hawks
- Shining Victory d'Irving Rapper
- Underground de Vincent Sherman
- Le Vaisseau fantôme (The Sea Wolf) de Michael Curtiz
- Jimmy s'en va-t-en guerre (You're in the Army Now) de Lewis Seiler

#### 1942
- L'amour n'est pas en jeu (In This Our Fife) de John Huston
- Le Caïd (The Big Shot) de Lewis Seiler
- Casablanca de Michael Curtiz
- Les Chevaliers du ciel (Captains of the Clouds) de Michael Curtiz
- Crimes sans châtiment (Kings Row) de Sam Wood
- Danseuse de cabaret (Juke Girl) de Curtis Bernhardt
- Les Folles Héritières (The Gay Sisters) d'Irving Rapper
- Gentleman Jim de Raoul Walsh
- La Glorieuse Parade (Yankee Doodle Dandy) de Michael Curtiz
- Griffes jaunes (Across the Pacific) de John Huston
- The Hidden Hand de Benjamin Stoloff
- L'Homme qui vint dîner (The Man Who Came to Dinner) de William Keighley
- Larceny, Inc. de Lloyd Bacon
- La Maison de mes rêves (George Washington Slept Here) de William Keighley
- Sabotage à Berlin (Desperate Journey) de Raoul Walsh
- Si Adam avait su... (The Male Animal) d'Elliott Nugent
- Une femme cherche son destin (Now Voyager) d'Irving Rapper
- Wings for the Eagle de Lloyd Bacon

#### 1943
- Air Force de Howard Hawks
- L'Ange des ténèbres (Edge of Darkness) de Lewis Milestone
- Convoi vers la Russie (Action in the North Atlantic) de Lloyd Bacon
- Le Chant du désert (The Desert Song) de Robert Florey
- Destination Tokyo de Delmer Daves
- Du sang sur la neige (Northern Pursuit) de Raoul Walsh
- L'Impossible Amour (Old Acquaintance) de Vincent Sherman
- Intrigues en Orient (Background to Danger) de Raoul Walsh
- La Manière forte (The Hard Way) de Vincent Sherman
- Mission à Moscou (Mission to Moscow) de Michael Curtiz
- La Petite Exilée (Princess O'Rourke) de Norman Krasna
- Quand le jour viendra (Watch on the Rhine) de Herman Shumlin
- Remerciez votre bonne étoile (Thank Your Lucky Stars) de David Butler
- Tessa, la nymphe au cœur fidèle (The Constant Nymph) d'Edmund Goulding
- This Is the Army de Michael Curtiz

#### 1944
- L'amour est une mélodie (Shine on Harvest Moon) de David Butler
- Arsenic et Vieilles Dentelles (Arsenic and Old Lace) de Frank Capra
- Les Conspirateurs (The Conspirators) de Jean Negulesco
- Femme aimée est toujours jolie (Mr. Skeffington) de Vincent Sherman
- Hollywood Canteen de Delmer Daves
- The Hundred Pound Window de Brian Desmond Hurst
- In Our Time de Vincent Sherman
- Jammin' the Blues de Gjon Mili
- Janie de Michael Curtiz
- Le Masque de Dimitrios (The Mask of Dimitrios) de Jean Negulesco
- Passage pour Marseille (Passage to Marseille) de Michael Curtiz
- Le Port de l'angoisse (To Have and Have Not) de Howard Hawks
- Saboteur sans gloire (Uncertain Glory) de Raoul Walsh
- The Very Thought of You de Delmer Daves

#### 1945
- Agent secret (Confidential Agent) de Herman Shumlin
- Aventures en Birmanie (Objective, Burma!) de Raoul Walsh
- De la viande pour tous et tous pour de la viande (Behind the Meat-Ball) de Frank Tashlin
- Bombes sur Hong-Kong (God Is My Co-Pilot) de Robert Florey
- Le blé est vert (The Corn Is Green) d'Irving Rapper
- Danger Signal de Robert Florey
- Hitler Lives de Don Siegel
- The Horn Blows at Midnight de Raoul Walsh
- Hôtel Berlin (Hotel Berlin) de Peter Godfrey
- L'Intrigante de Saratoga (Saratoga Trunk) de Sam Wood
- Joyeux Noël dans le Connecticut (Christmas in Connecticut) de Peter Godfrey
- La mort n'était pas au rendez-vous (Conflict) de Curtis Bernhardt
- L'Orgueil des marines (Pride of the Marines) de Delmer Daves
- Pillow to Post de Vincent Sherman
- Rhapsodie en bleu (Rhapsody in Blue) d'Irving Rapper
- Le Roman de Mildred Pierce (Mildred Pierce) de Michael Curtiz
- Roughly Speaking de Michael Curtiz
- San Antonio de David Butler
- Too Young to Know de Frederick de Cordova

#### 1946
- La Bête aux cinq doigts (The Beast with Five Fingers) de Robert Florey
- Cinderella Jones de Busby Berkeley
- Le Contrat (The Big Snooze) de Bob Clampett
- Le Droit d'aimer (My Reputation) de Curtis Bernhardt
- La Fille et le Garçon (The Time, the Place and the Girl) de David Butler
- Le Grand Sommeil (The Big Sleep) de Howard Hawks
- Her Kind of Man de Frederick de Cordova
- Humoresque de Jean Negulesco
- Jalousie (Deception) d'Irving Rapper
- Janie Gets Married de Vincent Sherman
- Meurtre au port (Nobody Lives Forever) de Jean Negulesco
- Ne dites jamais adieu (Never Say Goodbye) de James V. Kern
- Nuit et Jour (Night and Day) de Michael Curtiz
- One More Tomorrow de Peter Godfrey
- Shadow of a Woman de Joseph Santley
- The Verdict de Don Siegel
- La Vie passionnée des sœurs Brontë (Devotion) de Curtis Bernhardt
- La Voleuse (A Stolen Life) de Curtis Bernhardt

#### 1947
- L'Amant sans visage (Nora Prentiss) de Vincent Sherman
- Le crime était presque parfait (The Unsuspected) de Michael Curtiz
- Gai, marions-nous (Always Together) de Frederick de Cordova
- L'Homme que j'aime (The Man I Love) de Raoul Walsh
- L'Infidèle (The Unfaithful) de Vincent Sherman
- Le Loup des sept collines (Cry Wolf) de Peter Godfrey
- Mon père et nous (Life with Father) de Michael Curtiz
- Les Passagers de la nuit (Dark Passage) de Delmer Daves
- La Possédée (Possessed) de Curtis Bernhardt
- Le Repaire du forçat (Deep Valley) de Jean Negulesco
- Rose d'Irlande (My Wild Irish Rose) de David Butler
- Scandale en Floride (That Hagen Girl) de Peter Godfrey
- La Seconde Madame Carroll (The Two Mrs. Carrolls) de Peter Godfrey
- Stallion Road de James V. Kern
- Wyoming Kid (Cheyenne) de Raoul Walsh

#### 1948
- Les Aventures de don Juan (Adventures of Don Juan) de Vincent Sherman
- La Corde (Rope) d'Alfred Hitchcock
- Deux Gars du Texas (Two Guys from Texas) de David Butler
- Les Géants du ciel (Fighter Squadron) de Raoul Walsh
- Johnny Belinda (Johnny Belinda) de Jean Negulesco
- Key Largo (Key Largo) de John Huston
- La Mariée du dimanche (June Bride) de Bretaigne Windust
- Ombres sur Paris (To the Victor) de Delmer Daves
- One Sunday Afternoon de Raoul Walsh
- Rencontre d'hiver (Winter Meeting) de Bretaigne Windust
- La Rivière d'argent (Silver River) de Raoul Walsh
- Romance à Rio (Romance on the High Seas) de Michael Curtiz
- Le Trésor de la Sierra Madre (The Treasure of the Sierra Madre) de John Huston
- Whiplash de Lewis Seiler
- The Woman in White de Peter Godfrey

#### 1949
- Boulevard des passions (Flamingo Road) de Michael Curtiz
- Le Dernier Voyage (The Hasty Heart) de Vincent Sherman
- L'enfer est à lui (White Heat) de Raoul Walsh
- L'Extravagant M. Philips (A Kiss in the Dark) de Delmer Daves
- La Fille du désert (Colorado Territory) de Raoul Walsh
- La Garce (Beyond the Forest) de King Vidor
- Le Grand Tourbillon (Look for the Silver Lining) de David Butler
- Horizons en flammes (Task Force) de Delmer Daves
- Il y a de l'amour dans l'air (My Dream Is Yours) de Michael Curtiz
- The Lady Takes a Sailor de Michael Curtiz
- Night Unto Night de Don Siegel
- Le Rebelle (The Fountainhead) de King Vidor
- La Sirène des bas-fonds (Flaxy Martin) de Richard L. Bare
- The Story of Seabiscuit de David Butler
- Tracked by the Police de Ray Enright
- Les Travailleurs du chapeau (It's a Great Feeling) de David Butler
- Two Guys from Milwaukee de David Butler
- Vénus devant ses juges (The Girl from Jones Beach) de Peter Godfrey
- Vive monsieur le maire (The Inspector General) de Henry Koster

### Années 1950

#### 1950
- Barricade de Peter Godfrey
- Les Cadets de West Point (The West Point Story) de Roy Del Ruth
- Colt .45 d'Edwin L. Marin
- Du sang sur le tapis vert (Backfire) de Vincent Sherman
- L'Esclave du gang (The Damned Don't Cry) de Vincent Sherman
- La Femme aux chimères (Young Man with a Horn) de Michael Curtiz
- Femmes en cage (Caged) de John Cromwell
- Les Filles à papa (The Daughter of Rosie O'Grady) de David Butler
- Le Grand Alibi (Stage Fright) d'Alfred Hitchcock
- No, No, Nanette (Tea for Two) de David Butler
- Perfect Strangers de Bretaigne Windust
- Pilote du diable (Chain Lightning) de Stuart Heisler
- La Révolte des dieux rouges (Rocky Mountain) de William Keighley
- Le Roi du tabac (Bright Leaf) de Michael Curtiz
- Témoin de la dernière heure (Highway 301) d'Andrew L. Stone

#### 1951
- Les Amants de l'enfer (Force of Arms) de Michael Curtiz
- Les Amants du crime (Tomorrow Is Another Day) de Felix E. Feist
- Le Bal du printemps (On Moonlight Bay) de Roy Del Ruth
- Capitaine sans peur (Captain Horatio Hornblower R.N.) de Raoul Walsh
- Le Chevalier du stade (Jim Thorpe: All-American) de Michael Curtiz
- Close to My Heart de William Keighley
- Elle cherche un millionnaire (Painting the Clouds with Sunshine) de David Butler
- Escale à Broadway (Lullaby of Broadway) de David Butler
- La Femme de mes rêves (I'll See You in My Dreams) de Michael Curtiz
- La Fête des pères (A Bear for Punishement) de Chuck Jones
- Feu sur le gang (Come Fill the Cup) de Gordon Douglas
- La Flamme du passé (Goodbye, My Fancy) de Vincent Sherman
- I Was a Communist for the FBI de Gordon Douglas
- L'Inconnu du Nord-Express (Strangers on a Train) d'Alfred Hitchcock
- Lightning Strikes Twice de King Vidor
- Opération dans le Pacifique (Operation Pacific) de George Waggner
- La Ronde des étoiles (Starlift) de Roy Del Ruth
- Storm Warning de Stuart Heisler
- Sugarfoot d'Edwin L. Marin
- Un tramway nommé Désir (A Streetcar Named Desire) d'Elia Kazan
- Une corde pour te pendre (Along the Great Divide) de Raoul Walsh

#### 1952
- About Face de Roy Del Ruth
- Avril à Paris (April in Paris) de David Butler
- Le Bal des mauvais garçons (Stop, You're Killing Me) de Roy Del Ruth
- Cette sacrée famille (Room for One More) de Norman Taurog
- Le Chanteur de jazz (The Jazz Singer) de Michael Curtiz
- Les clairons sonnent la charge (Bugles in the Afternoon) de Roy Rowland
- La Collégienne en folie (She's Working Her Way Through College) de H. Bruce Humberstone
- Les Conquérants de Carson City (Carson City) d'André de Toth
- Le Lion et le Cheval (en) (The Lion and the Horse) de Louis King
- La Maîtresse de fer (The Iron Mistress) de Gordon Douglas
- Mara Maru de Gordon Douglas
- Le Miracle de Fatima (The Miracle of Our Lady of Fatima) de John Brahm
- La Mission du commandant Lex (Springfield Rifle) d'André de Toth
- Operation Secret (en) de Lewis Seiler
- Panique à l'Ouest (Cattle Town) de Noel M. Smith
- La Reine du hold-up (This Woman Is Dangerous) de Felix E. Feist
- The Story of Will Rogers de Michael Curtiz
- La Vallée des géants (The Big Trees ) de Felix E. Feist
- The Winning Team de Lewis Seiler

#### 1953
- Le Bagarreur du Pacifique (South Sea Woman) d'Arthur Lubin
- La Blonde du Far-West (Calamity Jane) de David Butler
- Catherine et son amant (She's Back on Broadway) de Gordon Douglas
- La Charge sur la rivière rouge (The Charge at Feather River) de Gordon Douglas
- Le Nouveau Chant du désert (The Desert Song) de H. Bruce Humberstone
- The Eddie Cantor Story (en) d'Alfred E. Green
- L'Homme au masque de cire (House of Wax) d'André de Toth
- La Loi du silence (I Confess) d'Alfred Hitchcock
- La Maîtresse de papa (By the Light of the Silvery Moon) de David Butler
- Mon grand (So Big) de Robert Wise
- So This Is Love de Gordon Douglas
- Le Système (en) (The System) de Lewis Seiler
- La Taverne des révoltés (The Man Behind the Gun) de Felix E. Feist
- La Trahison du capitaine Porter (Thunder Over the Plains) d'André de Toth
- Trois Marins et une fille (Three Sailors and a Girl) de Roy Del Ruth
- Un homme pas comme les autres (Trouble Along the Way) de Michael Curtiz
- Le Vagabond des mers (The Master of Ballantrae) de William Keighley

#### 1954
- Le Cavalier traqué (Riding Shotgun) d'André de Toth
- Chasse au gang (Crime Wave) d'André de Toth
- Le crime était presque parfait (Dial M for Murder) d'Alfred Hitchcock
- Des monstres attaquent la ville (Them!) de Gordon Douglas
- Le Fantôme de la rue Morgue (Phantom of the Rue Morgue) de Roy Del Ruth
- L'Homme des plaines (The Boy from Oklahoma) de Michael Curtiz
- Mademoiselle Porte-bonheur (Lucky Me) de Jack Donohue
- La poursuite dura sept jours (The Command) de David Butler
- Richard Cœur de Lion (King Richard and the Crusaders) de David Butler
- This Mechanical Age de Robert Youngson

#### 1955
- À l'est d'Éden (East of Eden) d'Elia Kazan
- Le Cri de la victoire (Battle Cry) de Raoul Walsh
- Dix Hommes pour l'enfer (Target Zero) de Harmon Jones
- L'Enfer de Diên Biên Phu (Jump into Hell) de David Butler
- La Fureur de vivre (Rebel Without a Cause) de Nicholas Ray
- La Furieuse chevauchée (en) (Tall Man Riding) de Lesley Selander
- La Peur au ventre (I Died a Thousand Times) de Stuart Heisler
- Le Renard des océans (The Sea Chase) de John Farrow
- Sincerely Yours de Gordon Douglas
- Le Témoin à abattre (Illegal) de Lewis Allen
- Le Tigre du ciel (The McConnell Story) de Gordon Douglas

#### 1956
- Collines brûlantes (The Burning Hills) de Stuart Heisler
- Crashing the Water Barrier de Konstantin Kalser
- Le Faux Coupable (The Wrong Man) d'Alfred Hitchcock
- The Girl He Left Behind de David Butler
- Hélène de Troie (Helen of Troy) de Robert Wise
- Immortel Amour (Miracle in the Rain) de Rudolph Maté
- La Loi des gangs (The Steel Jungle) de Walter Doniger
- La Mauvaise Graine (The Bad Seed) de Mervyn LeRoy
- Santiago de Gordon Douglas
- Sérénade (Serenade) d'Anthony Mann

#### 1957
- Bombardier B-52 (Bombers B-52) de Gordon Douglas
- Deep Adventure de Scotty Welbourne
- L'Esclave libre (Band of Angels) de Raoul Walsh
- L'Histoire de James Dean (The James Dean Story) de Robert Altman et George W. George
- Pique-nique en pyjama (The Pajama Game) de Stanley Donen
- Pour elle un seul homme (The Helen Morgan Story) de Michael Curtiz
- Le Prince et la Danseuse (The Prince and the Showgirl) de Laurence Olivier
- Le Vengeur (Shoot-Out at Medicine Bend) de Richard L. Bare

#### 1958
- C'est la guerre (Lafayette Escadrille) de William A. Wellman
- Cette satanée Lola (Damn Yankees!), de George Abbott et Stanley Donen
- Les commandos passent à l'attaque (Darby's Rangers) de William A. Wellman
- Cuistots en virée (Onionhead) de Norman Taurog
- Deux Farfelus au régiment (No Time for Sergeants) de Mervyn LeRoy
- Le Gaucher (The Left Handed Gun) de Arthur Penn
- Indiscret (Indiscreet) de Stanley Donen
- Ma tante (Auntie Mame) de Morton DaCosta
- Manhunt in the Jungle de Tom McGowan
- Retour avant la nuit (Home Before Dark) de Mervyn LeRoy
- Stakeout on Dope Street (en) d'Irvin Kershner
- Sur la piste des Comanches (Fort Dobbs) de Gordon Douglas
- Une femme marquée (Too Much, Too Soon) d'Art Napoleon
- Le Vieil Homme et la Mer (The Old Man and the Sea) de John Sturges

#### 1959
- Au risque de se perdre (The Nun's Story) de Fred Zinnemann
- Ce monde à part (The Young Philadelphians) de Vincent Sherman
- La Colline des potences (The Hanging Tree) de Delmer Daves
- Le Courrier de l'or (Westbound) de Budd Boetticher
- Le Géant du Grand Nord (Yellowstone Kelly) de Gordon Douglas
- Ils n'ont que vingt ans (A Summer Place) de Delmer Daves
- Quand la terre brûle (The Miracle) d'Irving Rapper

### Années 1960

#### 1960
- Les Aventuriers (Ice Palace) de Vincent Sherman
- Cet homme est un requin (Cash McCall) de Joseph Pevney
- Horizons sans frontières (The Sundowners) de Fred Zinnemann
- L'Inconnu de Las Vegas (Ocean's Eleven) de Lewis Milestone
- Ombre sur notre amour (The Dark at the Top of the Stairs) de Delbert Mann
- Les Prisonniers du ciel (The Crowded Sky) de Joseph Pevney
- Le Sergent noir (Sergeant Rutledge) de John Ford
- The Threat (en) de Charles R. Rondeau

#### 1961
- Claudelle Inglish de Gordon Douglas
- Fanny de Joshua Logan
- Portrait d'un tueur (Portrait of a Mobster) de Joseph Pevney
- La Soif de la jeunesse (Parrish) de Delmer Daves
- Cet enfant est mien (Susan Slade) de Delmer Daves
- Le Trésor des sept collines (Gold of the Seven Saints) de Gordon Douglas

#### 1962
- Amours à l'italienne (Rome Adventure) de Delmer Daves
- La Bagarre de la dernière chance (Black Gold) de Leslie H. Martinson
- Chat, c'est Paris (Gay Purr-ee) d'Abe Levitow
- Les maraudeurs attaquent (Merrill's Marauders) de Samuel Fuller
- Le Marchand de fanfares (The Music Man) de Morton DaCosta
- Le Massacre de la colline noire (Gold, Glory and Custer) de George Waggner
- Le tueur frappe à sept heures (en) (The Couch) d'Owen Crump

#### 1963
- America, America d'Elia Kazan
- Les dingues sont lâchés (Palm Springs Weekend) de Norman Taurog
- Ma femme est sans critique (Critic's Choice) de Don Weis
- La Montagne des neuf Spencer (Spencer's Mountain) de Delmer Daves
- Opération FBI à Cap Canavéral (en) (FBI Code 98) de Leslie H. Martinson
- Patrouilleur 109 (PT 109) de Leslie H. Martinson
- Sa dernière victoire (en) (Wall of Noise) de Richard Wilson

#### 1964
- La Charge de la huitième brigade (A Distant Trumpet) de Raoul Walsh
- Ensign Pulver de Joshua Logan
- Les Inséparables (Marriage on the Rocks) de Jack Donohue
- Limpet, incroyable arme secrète (The Incredible Mr. Limpet) d'Arthur Lubin
- My Fair Lady de George Cukor
- La mort frappe trois fois (Dead Ringer) de Paul Henreid
- Ready for the People de Buzz Kulik
- Les Sept Voleurs de Chicago (Robin and the 7 Hoods) de Gordon Douglas
- Un mari à tout faire (Kisses for My President) de Curtis Bernhardt
- Youngblood Hawke de Delmer Daves

#### 1965
- La Bataille de la villa Fiorita (The Battle of the villa Fiorita) de Delmer Daves
- Daisy Clover (Inside Daisy Clover) de Robert Mulligan
- La Grande Course autour du monde (The Great Race) de Blake Edwards
- L'Île des braves (None But the Brave) de Frank Sinatra
- Les Inséparables (Marriage on the Rocks) de Jack Donohue
- My Blood Runs Cold (en) de William Conrad
- Le Témoin du troisième jour (The Third Day) de Jack Smight

#### 1966
- La Chambre des horreurs (Chamber of Horrors) de Hy Averback
- Chaque mercredi (Any Wednesday) de Robert Ellis Miller
- L'Homme à la tête fêlée (A Fine Madness) d'Irvin Kershner
- Qui a peur de Virginia Woolf ? (Who's Afraid of Virginia Woolf?) de Mike Nichols

#### 1967
- Bonnie et Clyde (Bonnie and Clyde) d'Arthur Penn
- Camelot de Joshua Logan
- Hôtel Saint-Gregory (Hotel) de Richard Quine
- Reflets dans un œil d'or (Reflections in a Golden Eye) de John Huston
- Seule dans la nuit (Wait Until Dark) de Terence Young
- Torero malgré lui (The Bobo) de Robert Parrish

#### 1968
- Le Baiser papillon (I Love You, Alice B. Toklas !) de Hy Averback
- Bye Bye Braverman de Sidney Lumet
- Les Cinq Hors-la-loi (Firecreek) de Vincent McEveety
- Le cœur est un chasseur solitaire (The Heart Is a Lonely Hunter) de Robert Ellis Miller
- La Mouette (The Sea Gull) de Sidney Lumet
- La Vallée du bonheur (Finian's Rainbow) de Francis Ford Coppola

#### 1969
- Les Gens de la pluie (The Rain People) de Francis Ford Coppola
- La Horde sauvage (The Wild Bunch) de Sam Peckinpah
- The Picasso Summer de Robert Sallin
- Le Plus Grand des hold-up (The Great Bank Robbery) de Hy Averback
- Une si belle garce (The Big Bounce) d'Alex March

### Années 1970

#### 1970
- Commencez la révolution sans nous (Start the Revolution Without Me) de Bud Yorkin
- L'Indien (Flap) de Carol Reed
- Last of the Mobile Hot Shots de Sidney Lumet
- Le Reptile (There Was a Crooked Man...) de Joseph L. Mankiewicz
- Stop! de Bill Gunn (en)
- Un nommé Cable Hogue (The Ballad of Cable Hogue) de Sam Peckinpah

#### 1971
- Billy Jack de Tom Laughlin
- Dusty and Sweets McGee (en) de Floyd Mutrux
- L'Inspecteur Harry (Dirty Harry) de Don Siegel
- John McCabe (McCabe and Mrs. Miller) de Robert Altman
- Klute d'Alan J. Pakula
- Orange mécanique (A Clockwork Orange) de Stanley Kubrick
- THX 1138 de George Lucas
- Un été 42 (Summer of '42) de Robert Mulligan

#### 1972
- 28 Secondes pour un hold-up (en) (Snow Job) de George Englund
- Dealing: Or the Berkeley-to-Boston Forty-Brick Lost-Bag Blues de Paul Williams (en)
- Délivrance (Deliverance) de John Boorman
- Get to Know Your Rabbit de Brian De Palma
- Jeremiah Johnson de Sydney Pollack
- Malcolm X d'Arnold Perl (en)
- On s'fait la valise, docteur ? (What's Up, Doc?) de Peter Bogdanovich
- Portnoy et son complexe (en) (Portnoy's Complaint) d'Ernest Lehman
- Rage de George C. Scott
- Survival of Spaceship Earth de Dirk Wayne Summers

#### 1973
- The All-American Boy (en) de Charles Eastman (en)
- La Balade sauvage (Badlands) de Terrence Malick
- Les Choses de l'amour (Blume in Love) de Paul Mazursky
- Classe 44 (en) (Class of '44) de Paul Bogart
- Les Cordes de la potence (Cahill U.S. Marshal) d'Andrew V. McLaglen
- Dynamite Jones (Cleopatra Jones) de Jack Starrett
- L'Épouvantail (Scarecrow) de Jerry Schatzberg
- L'Exorciste (The Exorcist) de William Friedkin
- Les Invitations dangereuses (The Last of Sheila) de Herbert Ross
- Jimi Hendrix (en) de Joe Boyd, John Head et Gary Weis (en)
- Magnum Force de Ted Post
- Mean Streets de Martin Scorsese
- Opération Dragon (Enter the Dragon) de Robert Clouse
- Steelyard Blues d'Alan Myerson

#### 1974
- Alice n'est plus ici (Alice Doesn't Live Here Anymore) de Martin Scorsese
- Les Anges gardiens (Freebie and the Bean) de Richard Rush
- L'Homme terminal (The Terminal Man) de Mike Hodges
- Mame de Gene Saks
- Le monstre est vivant (It's Alive) de Larry Cohen
- Le shérif est en prison (Blazing Saddles) de Mel Brooks
- La Tour infernale (The Towering Inferno) de John Guillermin et Irwin Allen
- Un silencieux au bout du canon (McQ) de John Sturges
- Yakuza (The Yakuza) de Sydney Pollack
- Zandy's Bride de Jan Troell
- Wonder Woman de Vincent McEveety

#### 1975
- Barry Lyndon de Stanley Kubrick
- Dynamite Jones et le Casino d'or (Cleopatra Jones and the Casino of Gold) de Charles Bail (en)
- La Fugue (Night Moves) d'Arthur Penn
- Let's Do It Again (en) de Sidney Poitier
- New York ne répond plus (The Ultimate Warrior) de Robert Clouse
- Le Prisonnier de la Seconde Avenue (The Prisoner of Second Avenue) de Melvin Frank

#### 1976
- Chewing gum rallye (The Gumball Rally) de Charles Bail (en)
- Faut pas karaté la queue du tigre (Hot Potato) d'Oscar Williams (en)
- L'inspecteur ne renonce jamais (The Enforcer) de James Fargo
- Monsieur St. Ives (St. Ives) de J. Lee Thompson
- Ode to Billy Joe (en) de Max Baer Jr.
- Opération Brinks (en) (Brinks: The Great Robbery) de Marvin J. Chomsky
- Sparkle (en) de Sam O'Steen

#### 1977
- Adieu, je reste (The Goodbye Girl) de Herbert Ross
- American Raspberry de Bradley R. Swirnoff
- Bobby Deerfield de Sydney Pollack
- Les Chaînes (en) (Brothers) d'Arthur Barron
- Le chat connaît l'assassin (The Late Show) de Robert Benton
- L'Exorciste 2 : L'Hérétique (Exorcist II : The Heretic) de John Boorman
- Greased Lightning (en) de Michael Schultz
- L'Invasion des soucoupes volantes (Starship Invasions) d'Ed Hunt
- Bon Dieu !  (Oh, God!), de Carl Reiner
- One on One de Lamont Johnson
- Stand Up, Virgin Soldiers (en) de Norman Cohen (en)
- Un couple en fuite (Outlaw Blues) de Richard T. Heffron

#### 1978
- Les Chaînes du sang (Bloodbrothers) de Robert Mulligan
- Doux, Dur et Dingue (Every Which Way But Loose) de James Fargo
- Les Naufragés de l'île perdue (en) (The Sea Gypsies) de Stewart Raffill

#### 1979
- Ashanti de Richard Fleischer
- Bugs Bunny et Bip Bip, le film-poursuite (The Bugs Bunny/Road Runner Movie) de Chuck Jones et Phil Monroe
- Boulevard Nights (en) de Michael Pressman
- C'était demain (Time After Time) de Nicholas Meyer
- Le Dernier Secret du Poseidon (Beyond the Poseidon Adventure) d'Irwin Allen
- Going in Style de Martin Brest
- Ne tirez pas sur le dentiste (The In-Laws) d'Arthur Hiller
- Le Rabbin au Far West (The Frisco Kid) de Robert Aldrich

### Années 1980

#### 1980
- Au-delà du réel (Altered States) de Ken Russell
- La Bidasse (Private Benjamin) de Howard Zieff
- Bronco Billy de Clint Eastwood
- Le Chinois (The Big Brawl) de Robert Clouse
- Ça va cogner (Any Which Way You Can) de Buddy Van Horn
- First Family (en) de Buck Henry
- Just Tell Me What You Want de Sidney Lumet
- Oh, God! Book 2 de Gilbert Cates
- One Trick Pony de Robert Milton Young
- Show Bus (Honeysuckle Rose) de Jerry Schatzberg
- Up the Academy de Robert Downey Sr.

#### 1981
- Les Fesses à l'air (So Fine) d'Andrew Bergman
- Looker de Michael Crichton
- La Main du cauchemar (The Hand) d'Oliver Stone
- Le Monde fou, fou, fou de Bugs Bunny (The Looney, Looney, Looney Bugs Bunny Movie) de Friz Freleng

#### 1982
- Best Friends de Norman Jewison
- Blade Runner de Ridley Scott
- Hammett de Wim Wenders
- Les Mille et Un Contes de Bugs Bunny (Bugs Bunny's 3rd Movie : 1001 Rabbit Tales) de Friz Freleng, Chuck Jones et Robert McKimson
- Piège mortel (Deathtrap) de Sidney Lumet
- Soup for One de Jonathan Kaufer

#### 1983
- Bonjour les vacances (National Lampoon's Vacation) de Harold Ramis
- Le Coup du siècle (Deal of the Century) de William Friedkin
- D'origine inconnue (Of Unknown Origin) de George Cosmatos
- L'Homme aux deux cerveaux (The Man with Two Brains) de Carl Reiner
- L'Île fantastique de Daffy Duck (Daffy Duck's Movie : Fantastic Island) de Friz Freleng, Chuck Jones et Robert McKimson
- Independence Day de Robert Mandel
- Ménage à trois (Better Late Than Never) de Bryan Forbes
- La Quatrième dimension (Twilight Zone: The Movie) de John Landis, George Miller, Joe Dante et Steven Spielberg
- Le Retour de l'inspecteur Harry (Sudden Impact) de Clint Eastwood

#### 1984
- Cannonball 2 de Hal Needham
- La Corde raide (Tightrope) de Richard Tuggle
- Divorce à Hollywood (Irreconcilable Differences) de Charles Shyer
- Gremlins de Joe Dante
- Greystoke, la légende de Tarzan (Greystoke: The Legend of Tarzan, Lord of the Apes) de Hugh Hudson
- Il était une fois en Amérique (Once Upon a Time in America) de Sergio Leone
- Oh, God! You Devil! de Paul Bogart
- Passions de Sandor Stern
- La Petite fille au tambour (The Little Drummer Girl) de George Roy Hill
- Police Academy de Hugh Wilson
- Protocol de Herbert Ross
- Purple Rain d'Albert Magnoli

#### 1985
- Bonjour les vacances 2 (National Lampoon's European Vacation) d'Amy Heckerling
- La Couleur pourpre (The Color Purple) de Steven Spielberg
- Drôles d'espions (Spies Like Us) de John Landis
- Les Goonies (The Goonies) de Richard Donner
- Ladyhawke, la femme de la nuit (Ladyhawke) de Richard Donner
- Pee-wee's Big Adventure de Tim Burton
- Police Academy 2 (Police Academy 2: Their First Assignment) de Jerry Paris
- Suivez cet oiseau (Sesame Street Presents: Follow that Bird) de Ken Kwapis
- Seven Minutes in Heaven de Linda Feferman
- Une bringue d'enfer (Fandango) de Kevin Reynolds

#### 1986
- L'Amie mortelle (Deadly Friend) de Wes Craven
- Le Clan de la caverne des ours (The Clan of the Cave Bear) de Michael Chapman
- Club Paradis (Club Paradise) de Harold Ramis
- Cobra de George Cosmatos
- Femme de choc (Wildcats) de Michael Ritchie
- Mission (The Mission) de Roland Joffé
- Police Academy 3 (Police Academy 3: Back in Training) de Jerry Paris
- True Stories de David Byrne
- Un été fou fou fou (One Crazy Summer) de Savage Steve Holland
- Under the Cherry Moon de Prince

#### 1987
- L'Arme fatale (Lethal Weapon) de Richard Donner
- L'Aventure intérieure (Innerspace) de Joe Dante
- Cinglée (Nuts) de Martin Ritt
- Disorderlies (en) de Michael Schultz
- Empire du soleil (Empire of the Sun) de Steven Spielberg
- Full Metal Jacket de Stanley Kubrick
- Génération perdue (The Lost Boys) de Joel Schumacher
- La Pie voleuse (Burglar) de Hugh Wilson
- Police Academy 4 (Police Academy 4: Citizens on Patrol) de Jim Drake
- Les Sorcières d'Eastwick (The Witches of Eastwick) de George Miller
- Superman 4 de Sidney J. Furie
- Who's That Girl de James Foley

#### 1988
- Bird de Clint Eastwood
- La Dernière Cible (The Dead Pool) de Buddy Van Horn
- Einstein junior (Young Einstein) de Yahoo Serious (en)
- Everybody's All-American de Taylor Hackford
- Feds (en) de Daniel Goldberg (en)
- Frantic de Roman Polanski
- Funny Farm de George Roy Hill
- Le Golf en folie 2 (Caddyshack II) d'Allan Arkush
- Gorilles dans la brume (Gorillas in the Mist: The Story of Dian Fossey) de Michael Apted
- Imagine: John Lennon d'Andrew Solt
- Izzy et Sam (Crossing Delancey) de Joan Micklin Silver
- Les Liaisons dangereuses (Dangerous Liaisons) de Stephen Frears
- Moving d'Alan Metter
- Nico (Above the Law) d'Andrew Davis
- Parole de cheval de Michael Dinner
- Police Academy 5 (Police Academy 5: Assignment Miami Beach) d'Alan Myerson
- Retour à la vie (Clean and Sober) de Glenn Gordon Caron
- Le Secret de Clara (Clara's Heart) de Robert Mulligan
- SOS Daffy Duck (Daffy Duck's Quackbusters) de Greg Ford, Friz Freleng, Chuck Jones, Terry Lennon, Robert McKimson et Maurice Noble
- Tequila Sunrise de Robert Towne
- Un cri dans la nuit (Evil Angels) de Fred Schepisi
- Voyageur malgré lui (The Accidental Tourist) de Lawrence Kasdan

#### 1989
- L'Arme fatale 2 (Lethal Weapon 2) de Richard Donner
- Batman de Tim Burton
- L'Incroyable Défi (Lean on Me) de John G. Avildsen
- Pink Cadillac de Buddy Van Horn
- Police Academy 6 (Police Academy 6: City Under Siege) de Peter Bonerz
- Roger et moi (Roger and Me) de Michael Moore
- Son alibi (Her Alibi) de Bruce Beresford
- Street Justice de Richard C. Sarafian
- Tango et Cash (Tango and Cash) d'Andreï Kontchalovski

### Années 1990

#### 1990
- Les Affranchis (Goodfellas) de Martin Scorsese
- Le Bûcher des vanités (The Bonfire of the Vanities) de Brian De Palma
- Chasseur blanc, cœur noir (White Hunter Black Heart) de Clint Eastwood
- Double Jeu (Impulse) de Sondra Locke
- Échec et Mort (Hard to Kill) de Bruce Malmuth
- Graffiti Bridge de Prince
- Gremlins 2 : La Nouvelle Génération (Gremlins 2: The New Batch) de Joe Dante
- L'Histoire sans fin 2 : Un nouveau chapitre (The Neverending Story II: The Next Chapter) de George Trumbull Miller
- Joe contre le volcan (Joe Versus the Volcano) de John Patrick Shanley
- Présumé innocent (Presumed Innocent) d'Alan J. Pakula
- Stalingrad de Iouri Ozerov
- Un pourri au paradis (My Blue Heaven) de Herbert Ross

#### 1991
- Dans les griffes du Dragon rouge (Showdown in Little Tokyo) de Mark L. Lester
- Doc Hollywood de Michael Caton-Jones
- Empire City de Mark Rosner
- Espion junior (If Looks Could Kill) de William Dear
- The Flash II: Revenge of the Trickster de Danny Bilson
- Going Under (en) de Mark W. Travis
- JFK d'Oliver Stone
- Jusqu'au bout du monde (Bis ans Ende der Welt) de Wim Wenders
- Justice sauvage (Out of Justice) de John Flynn
- Larry le liquidateur (Other People's Money) de Norman Jewison
- New Jack City de Mario Van Peebles
- La P'tite Arnaqueuse (Curly Sue) de John Hughes
- Robin des Bois, prince des voleurs (Robin Hood: Prince of Thieves) de Kevin Reynolds
- La Tentation de Vénus (Meeting Venus) d'István Szabó
- Tribunal fantôme (Nothing but Trouble) de Dan Aykroyd
- Une affaire d'honneur (Prisoner of Honor) de Ken Russell

#### 1992
- L'Arme fatale 3 (Lethal Weapon 3) de Richard Donner
- Batman : Le Défi (Batman Returns) de Tim Burton
- Bodyguard (The Bodyguard) de Mick Jackson
- Class Act de Randall Miller
- Cœur de cowboy (Pure Country) de Christopher Cain
- Forever Young de Steve Miner
- Innocent Blood de John Landis
- Les Mambo Kings (The Mambo Kings) d'Arne Glimcher
- Passager 57 (Passenger 57) de Kevin Hooks
- Piège en haute mer (Under Siege) d'Andrew Davis
- Sang chaud pour meurtre de sang-froid (Final Analysis) de Phil Joanou
- Singles de Cameron Crowe
- True Facts de Dan Guntzelman
- Les Vacances des Tiny Toons (Tiny Toon Adventures: How I Spent My Vacation) de Rich Arons et Kent Butterworth

#### 1993
- L'Affaire Pélican (The Pelican Brief) d'Alan J. Pakula
- Batman contre le fantôme masqué (Batman : Mask of the Phantasm) d'Eric Radomski et Bruce Timm
- Blessures secrètes (This Boy's Life) de Michael Caton-Jones
- Body Snatchers d'Abel Ferrara
- Chute libre (Falling Down) de Joel Schumacher
- Demolition Man de Marco Brambilla
- Denis la Malice (Dennis the Menace) de Nick Castle
- Deux Drôles d'oiseaux (Wrestling Ernest Hemingway) de Randa Haines
- Entre ciel et terre (Heaven and Earth) d'Oliver Stone
- État second (Fearless) de Peter Weir
- Le Fugitif (The Fugitive) d'Andrew Davis
- Les Grincheux (Grumpy Old Men) de Donald Petrie
- The Hits Collection, film collectif
- Le Jardin secret (The Secret Garden) d'Agnieszka Holland
- Kelly l'intrépide (Reckless Kelly) de Yahoo Serious (en)
- Les Mille et Une Vies d'Hector (Being Human) de Bill Forsyth
- Nick's Game de Robert Singer
- Nom de code : Nina (Point of No Return) de John Badham
- Président d'un jour (Dave) d'Ivan Reitman
- Sauvez Willy (Free Willy) de Simon Wincer
- Un monde parfait (A Perfect World) de Clint Eastwood

#### 1994
- 3 Chains O' Gold de Parris Patton, Prince et Randee St. Nicholas
- Avec les félicitations du jury (With Honors) d'Alek Keshishian
- Le Client (The Client) de Joel Schumacher
- Cobb de Ron Shelton
- Deux Jumelles dans l'Ouest (How the West Was Fun) de Stuart Margolin
- L'Expert (The Specialist) de Luis Llosa
- Le Grand Saut (The Hudsucker Proxy) de Joel et Ethan Coen
- La Guerre des boutons, ça recommence (War of Buttons) de John Roberts
- Harcèlement (Disclosure) de Barry Levinson
- L'Histoire sans fin 3 : Retour à Fantasia (The NeverEnding Story III) de Peter MacDonald
- Maverick de Richard Donner
- Les Petits Géants (Little Giants) de Duwayne Dunham
- Police Academy : Mission à Moscou (Police Academy: Mission to Moscow) d'Alan Metter
- Prince noir (Black Beauty) de Caroline Thompson
- Richie Rich de Donald Petrie
- Terrain miné (On Deadly Ground) de Steven Seagal
- Tueurs nés (Natural Born Killers) d'Oliver Stone
- Wyatt Earp de Lawrence Kasdan

#### 1995
- Alerte ! (Outbreak) de Wolfgang Petersen
- Amour et Mensonges (Something to Talk About) de Lasse Hallström
- Assassins de Richard Donner
- Au secours du petit panda (The Amazing Panda Adventure) de Christopher Cain
- Les Aventuriers de l'or noir (The Stars Fell on Henrietta) de James Keach
- Batman Forever de Joel Schumacher
- Drôle de singe (Born to Be Wild) de John Gray
- Empire Records d'Allan Moyle
- Fair Game d'Andrew Sipes
- Les Grincheux 2 (Grumpier Old Men) de Howard Deutch
- Heat de Michael Mann
- Juste Cause (Just Cause) d'Arne Glimcher
- La Petite Princesse (A Little Princess) d'Alfonso Cuarón
- Piège à grande vitesse (Under Siege 2: Dark Territory) de Geoff Murphy
- Prelude to Love de Rafe M. Portilo
- Sauvez Willy 2 (Free Willy 2: The Adventure Home) de Dwight H. Little
- Sur la route de Madison (The Bridges of Madison County) de Clint Eastwood
- Tiny Toons' Night Ghoulery de Rich Arons, Michael Gerard, Rusty Mills et Greg Reyna

#### 1996
- Batman/Superman Movie: World's Finest de Toshihiko Masuda
- Bienvenue chez Joe (Joe's Apartment) de John Payson
- Bogus de Norman Jewison
- Le Droit de tuer ? (A Time to Kill) de Joel Schumacher
- L'Effaceur (Eraser) de Chuck Russell
- Grand Nord (North Star) de Nils Gaup
- Mars Attacks! de Tim Burton
- Michael Collins de Neil Jordan
- Sleepers de Barry Levinson
- Space Jam de Joe Pytka
- Superman: The Last Son of Krypton de Curt Geda, Scott Jeralds et Dan Riba
- Tin Cup de Ron Shelton
- Ultime Décision (Executive Decision) de Stuart Baird
- Une folle équipée (Carpool) d'Arthur Hiller

#### 1997
- Addicted to Love de Griffin Dunne
- Anna Karénine (Anna Karenina) de Bernard Rose
- L'Associé du diable (The Devil's Advocate) de Taylor Hackford
- Batman et Robin de Joel Schumacher
- Bonjour les vacances : Viva Las Vegas (Vegas Vacation) de Stephen Kessler
- Breaking Up de Robert Greenwald
- Complots (Conspiracy Theory) de Richard Donner
- Contact de Robert Zemeckis
- Drôles de pères (Father's Day) de Ivan Reitman
- L'Homme qui en savait trop... peu (The Man Who Knew Too Little) de Jon Amiel
- L.A. Confidential de Curtis Hanson
- Menace toxique (Fire Down Below) de Félix Enríquez Alcalá
- Meurtre à la Maison-Blanche (Murder at 1600) de Dwight H. Little
- Minuit dans le jardin du bien et du mal (Midnight in the Garden of Good and Evil) de Clint Eastwood
- Les Musiciens de Brême (Die furchtlosen Vier) de Michael Coldewey, Eberhard Junkersdorf et Jürgen Richter
- Postman (The Postman) de Kevin Costner
- The Race to Save 100 Years de Scott Benson
- Rosewood de John Singleton
- Sauvez Willy 3 (Free Willy 3: The Rescue) de Sam Pillsbury

#### 1998
- L'Arme fatale 4 (Lethal Weapon 4) de Richard Donner
- Batman et Mr. Freeze : Subzero (Batman and Mr. Freeze: SubZero) de Boyd Kirkland (en)
- Chapeau melon et bottes de cuir (The Avengers) de Jeremiah S. Chechik
- La Cité des anges (City of Angels) de Brad Silberling
- Denis la Malice sème la panique (Dennis the Menace Strikes Again) de Jeffrey Reiner
- Les Ensorceleuses (Practical Magic) de Griffin Dunne
- Excalibur, l'épée magique (Quest for Camelot) de Frederik Du Chau
- Jack Frost de Troy Miller
- Méli-Mélo (Home Fries) de Dean Parisot
- Meurtre parfait (A Perfect Murder) d'Andrew Davis
- Recherche maman désespérément (Billboard Dad) d'Alan Metter
- Scooby-Doo sur l'île aux zombies (Scooby-Doo on Zombie Island) de Hiroshi Aoyama
- Siberia de Robert Jan Westdijk
- Soldier de Paul W. S. Anderson
- Sphère (Sphere) de Barry Levinson
- U.S. Marshals de Stuart Baird
- Vous avez un message (You've Got Mail) de Nora Ephron
- Ménage à quatre (Why Do Fools Fall in Love) de Gregory Nava

#### 1999
- Batman, la relève : le film (Batman Beyond: The Movie) de Curt Geda, Butch Lukic, Dan Riba et Yukio Suzuki
- El mismo amor, la misma lluvia (en) de Juan José Campanella
- L'Enfer du dimanche (Any Given Sunday) d'Oliver Stone
- Eyes Wide Shut de Stanley Kubrick
- Le Géant de fer (The Iron Giant) de Brad Bird
- Jugé coupable (True Crime) de Clint Eastwood
- La Ligne verte (The Green Mile) de Frank Darabont
- The Looney Tunes Hall of Fame de Tex Avery, Bob Clampett, Friz Freleng et Chuck Jones
- Matrix (The Matrix) de Lana et Lilly Wachowski
- Peur bleue (Deep Blue Sea) de Renny Harlin
- Les Rois du désert (Three Kings) de David O. Russell
- Scooby-Doo et le Fantôme de la sorcière (Scooby-Doo and the Witch's Ghost) de Jim Stenstrum
- La segunda noche (es) d'Alejandro Gamboa
- South Park, le film (South Park: Bigger, Longer and Uncut) de Trey Parker
- Tel père, telles filles (Switching Goals) de David Steinberg
- Un de trop (Three to Tango) de Damon Santostefano
- Une bouteille à la mer (Message in a Bottle) de Luis Mandoki
- Wakko's Wish de Liz Holzman, Rusty Mills et Tom Ruegger
- Wild Wild West de Barry Sonnenfeld

### Années 2000

#### 2000
- Battlefield Earth de Roger Christian
- Batman, la relève : Le Retour du Joker (Batman Beyond: Return of the Joker) de Curt Geda
- Bruce Lee: A Warrior's Journey de John Little
- En pleine tempête (The Perfect Storm) de Wolfgang Petersen
- Fausses Rumeurs (Gossip) de Davis Guggenheim
- Point limite (Fail Safe) de Stephen Frears
- Pokémon 2 : Le pouvoir est en toi (Gekijōban Poketto Monsutā Maboroshi no pokemon Rugia bakutan) de Kunihiko Yuyama
- Pokémon 3 : Le Sort des Zarbi (Gekijōban Poketto Monsutā Kesshōtō no teiō Entei) de Kunihiko Yuyama
- Les Remplaçants (The Replacements) de Howard Deutch
- Roméo doit mourir (Romeo Must Die) d'Andrzej Bartkowiak
- Scooby-Doo et les Extraterrestres (Scooby-Doo and the Alien Invaders) de Jim Stenstrum
- Space Cowboys de Clint Eastwood
- Titi et le Tour du monde en 80 chats de Karl Toerge, Charles Visser et James T. Walker
- Un monde meilleur (Pay It Forward) de Mimi Leder

#### 2001
- 13 Fantômes (Thir13en Ghosts) de Steve Beck
- A.I. Intelligence artificielle (Artificial Intelligence : AI) de Steven Spielberg
- Les Brumes d'Avalon (The Mists of Avalon) d'Uli Edel
- Comme chiens et chats (Cats and Dogs) de Lawrence Guterman
- Harry Potter à l'École des Sorciers (Harry Potter and the Philisopher's Stone) de Chris Columbus
- Hors limites (Exit Wounds) d'Andrzej Bartkowiak
- Mortelle Saint-Valentin (Valentine) de Jamie Blanks
- Opération Espadon (Swordfish) de Dominic Sena
- Ocean's Eleven de Steven Soderbergh
- Osmosis Jones de Peter et Bobby Farrelly
- Plume, le petit ours polaire (Der kleine Eisbär) de Piet De Rycker et Thilo Rothkirch
- Proximity de Scott Ziehl
- Rock Star de Stephen Herek
- Scooby-Doo et la Cybertraque (Scooby-Doo and the Cyber Chase) de Jim Stenstrum
- Stanley Kubrick : Une vie en images (Stanley Kubrick: A Life in Pictures) de Jan Harlan
- Sweet November de Pat O'Connor
- Training Day d'Antoine Fuqua

#### 2002
- Bienvenue à Collinwood (Welcome to Collinwood) d'Anthony et Joe Russo
- Le Boulet d'Alain Berberian et Frédéric Forestier
- Calculs meurtriers (Murder by Numbers) de Barbet Schroeder
- Créance de sang (Blood Work) de Clint Eastwood
- Crève, Smoochy, crève ! (Death to Smoochy) de Danny DeVito
- Dommage collatéral (Collateral Damage) d'Andrew Davis
- Harry Potter et la Chambre des Secrets (Harry Potter and the Chamber of Secrets) de Chris Columbus
- Laurier blanc (White Oleander) de Peter Kosminsky
- Ma femme s'appelle Maurice de Jean-Marie Poiré
- La Machine à explorer le temps (The Time Machine) de Simon Wells
- Mafia Blues 2 (Analyze That) de Harold Ramis
- Mafia Love (Avenging Angelo) de Martyn Burke
- Possession de Neil LaBute
- La Reine des damnés (Queen of the Damned) de Michael Rymer
- Scooby-Doo de Raja Gosnell
- Showtime de Tom Dey
- Les Supers Nanas, le film (The Powerpuff Girls) de Craig McCracken
- Le Temps d'un automne (A Walk to Remember) d'Adam Shankman
- Tom et Jerry et l'Anneau magique (Tom and Jerry: The Magic Ring) de James T. Walker
- Un été à Rome (When in Rome) de Steve Purcell
- Le Vaisseau de l'angoisse (Ghost Ship) de Steve Beck

#### 2003
- Animatrix, film collectif
- Les Associés (Matchstick Men) de Ridley Scott
- Batman : La Mystérieuse Batwoman (Batman: Mystery of the Batwoman) de Curt Geda
- Ce dont rêvent les filles (What a Girl Wants) de Dennie Gordon
- Le Dernier Samouraï (The Last Samurai) d'Edward Zwick
- En sursis (Cradle 2 the Grave) d'Andrzej Bartkowiak
- Gothika de Mathieu Kassovitz
- Kangourou Jack (Kangaroo Jack) de David McNally
- Looney Tunes: Reality Check de Steve Belfer
- Looney Tunes: Stranger Than Fiction de Steve Belfer
- Les Looney Tunes passent à l'action (Looney Tunes : Back in Action) de Joe Dante
- Matrix Reloaded (The Matrix Reloaded) de Lana et Lilly Wachowski
- Matrix Revolutions (The Matrix Revolutions) de Lana et Lilly Wachowski
- Mystic River de Clint Eastwood
- O Homem do Ano de José Henrique Fonseca
- Le Rappeur de Malibu (Malibu's Most Wanted) de John Whitesell
- Scooby-Doo et le Monstre du Mexique (Scooby-Doo and the Monster of Mexico) de Scott Jeralds
- Scooby-Doo et les Vampires (Scooby-Doo and the Legend of the Vampire) de Scott Jeralds
- Tout peut arriver (Something's Gotta Give) de Nancy Meyers
- Turn Left, Turn Right (Heung joh chow heung yau chow) de Johnnie To et Wai Ka-fai

#### 2004
- Alexandre (Alexander) d'Oliver Stone
- Aviator (The Aviator) de Martin Scorsese
- Before Sunset de Richard Linklater
- Le Carton de Charles Nemes
- Catwoman de Pitof
- Comme Cendrillon (A Cinderella Story) de Mark Rosman
- Criminal de Gregory Jacobs
- De pères en fils (Around the Bend) de Jordan Roberts
- L'Ex-femme de ma vie de Josiane Balasko
- Le Fantôme de l'Opéra (The Phantom of the Opera) de Joel Schumacher
- Harry Potter et le Prisonnier d'Azkaban (Harry Potter and the Prisoner of Azkaban) de Alfonso Cuarón
- Million Dollar Baby de Clint Eastwood
- NASCAR 3D: The IMAX Experience de Simon Wincer
- Ocean's Twelve de Steven Soderbergh
- Le Pôle express (The Polar Express) de Robert Zemeckis
- Scooby-Doo et le Monstre du loch Ness (Scooby-Doo and the Loch Ness Monster) de Scott Jeralds et Joe Sichta
- Scooby-Doo 2 : Les monstres se déchaînent (Scooby Doo 2 : Monsters Unleashed) de Raja Gosnell
- Soldiers Pay de Tricia Regan, David O. Russell et de Juan Carlos Zaldívar (en)
- Starsky et Hutch (Starsky and Hutch) de Todd Phillips
- Taking Lives : Destins violés (Taking Lives) de D. J. Caruso
- Torque, la route s'enflamme (Torque) de Joseph Kahn
- Troie (Troy) de Wolfgang Petersen
- Un long dimanche de fiançailles de Jean-Pierre Jeunet
- Une journée à New York (New York Minute) de Dennie Gordon

#### 2005
- L'Affaire Josey Aimes (North Country) de Niki Caro
- Aloha, Scooby-Doo ! de Tim Maltby
- Batman Begins de Christopher Nolan
- Batman contre Dracula (The Batman vs. Dracula) de Michael Goguen
- Charlie et la Chocolaterie (Charlie and the Chocolate Factory) de Tim Burton
- Constantine de Francis Lawrence
- Duma de Carroll Ballard
- Good Night and Good Luck de George Clooney
- Harry Potter et la Coupe de Feu (Harry Potter and the Goblet of Fire) de Mike Newell
- The Island de Michael Bay
- The Jacket de John Maybury
- James Dean: Forever Young de Michael J. Sheridan
- Kiss Kiss Bang Bang de Shane Black
- La Main au collier (Must Love Dogs) de Gary David Goldberg
- La Maison de cire (The House of Wax) de Jaume Collet-Serra
- ¡Mucha Lucha! The Return of El Maléfico de Ron Hughart (en)
- Les Noces funèbres (Corpse Bride), de Tim Burton et Mike Johnson (en)
- Play Dates de Ted Wass
- Plume et l'Île mystérieuse (Der Kleine Eisbär 2: Die Geheimnisvolle Insel) de Piet De Rycker
- Reinas de Manuel Gómez Pereira
- La rumeur court… (Rumor Has It) de Rob Reiner
- Scooby-Doo au pays des pharaons (Scooby-Doo in Where's My Mummy ?) de Joe Sichta
- Shérif, fais-moi peur (The Dukes of Hazzard) de Jay Chandrasekhar
- Tout est illuminé (Everything Is Illuminated) de Liev Schreiber

#### 2006
- 300 de Zack Snyder
- Aquaman de Greg Beeman
- The Astronaut Farmer de Michael Polish
- Beerfest de Jay Chandrasekhar
- Blood Diamond d'Edward Zwick
- The Danny Comden Project de Robert Duncan McNeill
- Death Note de Shūsuke Kaneko
- Death Note 2: The Last Name de Shūsuke Kaneko
- Deep Sea (en) (Deep Sea 3D) de Howard Hall
- Enfants non accompagnés (Unaccompanied Minors) de Paul Feig
- Firewall de Richard Loncraine
- The Fountain de Darren Aronofsky
- The Good German de Steven Soderbergh
- Happy Feet de George Miller
- Les Infiltrés (The Departed) de Martin Scorsese
- La Jeune Fille de l'eau (Lady in the Water) de M. Night Shyamalan
- Lettres d'Iwo Jima (Letters from Iwo Jima) de Clint Eastwood
- Lucas, fourmi malgré lui (The Ant Bully) de John A. Davis
- Mémoires de nos pères (Flags of Our Fathers) de Clint Eastwood
- Le Noël des Looney Tunes (Bah, Humduck! A Looney Tunes Christmas) de Charles Visser
- North and the Music of the South de Laurent Bouzereau
- Poséidon (Poseidon) de Wolfgang Petersen
- Le Prestige (The Prestige) de Christopher Nolan
- Scandaleusement célèbre (Infamous) de Douglas McGrath
- Scooby-Doo et le Triangle des Bermudes (Scooby-Doo: Pirates Ajoy!) de Chuck Sheetz
- Superman: Brainiac Attacks de Curt Geda
- Superman 2: The Richard Donner Cut de Richard Donner
- Superman Returns de Bryan Singer
- V pour Vendetta (V for Vendetta) de James McTeigue
- Le Voile des illusions (The Painted Veil) de John Curran
- Le Voleur de Venise (The Thief Lord) de Richard Claus
- We Are Marshall de McG
- The Wicker Man de Neil LaBute
- You've Reached the Elliotts de Pamela Fryman

#### 2007
- À vif (The Brave One) de Neil Jordan
- L'Assassinat de Jesse James par le lâche Robert Ford (The Assassination of Jesse James by the Coward Robert Ford) d'Andrew Dominik
- August Rush de Kirsten Sheridan
- Les Châtiments (The Reaping) de Stephen Hopkins
- Frère Noël (Fred Claus) de David Dobkin
- Le Goût de la vie (No Reservations) de Scott Hicks
- Harry Potter et l'Ordre du Phénix (Harry Potter and the Order of the Phoenix) de David Yates
- Je suis une légende (I Am Legend) de Francis Lawrence
- Keinohrhasen de Til Schweiger
- Mama's Boy de Tim Hamilton
- Miguel y William (en) d'Inés París (es)
- Nancy Drew d'Andrew Fleming
- Ocean's Thirteen de Steven Soderbergh
- Permis de mariage (License to Wed) de Ken Kwapis
- Sans plus attendre (The Bucket List) de Rob Reiner
- Scooby-Doo : Du sang froid (Chill Out Scooby-Doo!) de Joe Sichta
- Superman : Le Crépuscule d'un dieu (Superman: Doomsday) de Lauren Montgomery, Bruce Timm et Brandon Vietti
- Sweeney Todd : Le Diabolique Barbier de Fleet Street (Sweeney Todd: The Demon Barber of Fleet Street) de Tim Burton
- TMNT : Les Tortues Ninja (TMNT) de Kevin Munroe (en)
- Trick 'r Treat de Michael Dougherty
- Zodiac de David Fincher

#### 2008
- 10 000 (10,000 BC) de Roland Emmerich
- L'Amour de l'or (Fool's Gold) d'Andy Tennant
- Batman : Contes de Gotham (Batman: Gotham Knight), film collectif
- Comme Cendrillon 2 (Another Cinderella Story) de Damon Santostefano
- Connected (Bo chi tung wah) de Benny Chan
- The Dark Knight : Le Chevalier noir (The Dark Knight) de Christopher Nolan
- L'Étrange Histoire de Benjamin Button (The Curious Case of Benjamin Button) de David Fincher
- Génération perdue 2 (Lost Boys: The Tribe) de P. J. Pesce (en)
- Gran Torino de Clint Eastwood
- L: Change the World de Hideo Nakata
- La Ligue des justiciers : Nouvelle Frontière (Justice League: The New Frontier) de Dave Bullock
- Max la Menace (Get Smart) de Peter Segal
- Max la Menace : Bruce et Lloyd se déchaînent (Get Smart's Bruce and Lloyd Out of Control) de Gil Junger
- Nos nuits à Rodanthe (Nights in Rodanthe) de George C. Wolfe
- Scooby-Doo et la Créature des ténèbres (Scooby-Doo and the Goblin King) de Joe Sichta
- Sexy Killer (Sexykiller, morirás por ella) de Miguel Martí
- The Sky Crawlers de Mamoru Oshii
- Slumdog Millionaire de Danny Boyle
- Speed Racer de Lana et Lilly Wachowski
- Yes Man de Peyton Reed

#### 2009
- The Box de Richard Kelly
- Chandni Chowk to China de Nikhil Advani
- Coco avant Chanel d'Anne Fontaine
- Green Lantern : Le Complot (Green Lantern: First Flight) de Lauren Montgomery
- Harry Potter et le Prince de sang-mêlé (Harry Potter and the Half-Blood Prince) de David Yates
- The Informant! de Steven Soderbergh
- The Invention of Lying de Ricky Gervais et Matthew Robinson
- Invictus de Clint Eastwood
- Max et les Maximonstres (Where the Wild Things Are) de Spike Jonze
- Micmacs à tire-larigot de Jean-Pierre Jeunet
- Scooby-Doo : Le mystère commence (Scooby Doo! The Mystery Begins) de Brian Levant
- Scooby-Doo et le Sabre du samouraï (Scooby-Doo! and the Samourai Sword) de Christopher Berkeley
- Sherlock Holmes de Guy Ritchie
- Shorts de Robert Rodriguez
- Superman/Batman : Ennemis publics (Superman/Batman: Public Enemies) de Sam Liu
- Under the Sea 3D de Howard Hall
- Very Bad Trip (The Hangover) de Todd Phillips
- Watchmen : Les Gardiens (Watchmen) de Zack Snyder
- Watchmen : Les Contes du vaisseau noir (Watchmen: Tales of the Black Freighter) de Mike Smith
- Whiteout de Dominic Sena
- Wonder Woman de Lauren Montgomery

### Années 2010

#### 2010
- Au-delà (Hereafter) de Clint Eastwood
- Batman et Red Hood : Sous le masque rouge (Batman: Under the Red Hood) de Brandon Vietti
- Ce que je veux de plus (Cosa voglio di più) de Silvio Soldini
- Le Choc des Titans (Clash of the Titans) de Louis Leterrier
- Date limite (Due Date) de Todd Phillips
- Halo Legends, film collectif
- Harry Potter et les Reliques de la Mort, partie 1 (Harry Potter and the Deathly Hallows: Part 1) de David Yates
- Hors de contrôle (Edge of Darkness) de Martin Campbell
- Hubble de Toni Myers
- Inception de Christopher Nolan
- Jonah Hex de Jimmy Hayward
- La Ligue des justiciers : Conflit sur les deux Terres (Justice League: Crisis on Two Earths) de Sam Liu et Lauren Montgomery
- Lope d'Andrucha Waddington
- The Losers de Sylvain White
- Le Royaume de Ga'hoole (Legend of the Guardians: The Owls of Ga'Hoole) de Zack Snyder
- Scooby-Doo : Abracadabra (Scooby-Doo! Abracadabra-Doo) de Spike Brandt et Tony Cervone
- Scooby-Doo : La Colonie de la peur (Scooby-Doo: Camp Scare) d'Ethan Spaulding
- Scooby-Doo et le Monstre du lac (Scooby-Doo! Curse of the Lake Monster) de Brian Levant
- Superman/Batman : Apocalypse de Lauren Montgomery
- Top Cops (Cop Out) de Kevin Smith
- The Town de Ben Affleck

#### 2011
- All-Star Superman de Sam Liu
- Batman: Year One de Sam Liu et Lauren Montgomery
- Le Chaperon rouge (Red Riding Hood) de Catherine Hardwicke
- Comme Cendrillon : Il était une chanson (A Cinderella Story: Once Upon a Song) de Damon Santostefano
- Contagion de Steven Soderbergh
- Coq au vin (Kokowääh) de Til Schweiger
- Crazy, Stupid, Love de Glenn Ficarra et John Requa
- Extrêmement fort et incroyablement près (Extremely Loud and Incredibly Close) de Stephen Daldry
- Green Lantern de Martin Campbell
- Green Lantern : Les Chevaliers de l'Émeraude (Green Lantern: Emerald Knights) de Christopher Berkeley, Lauren Montgomery et Jay Oliva
- Happy Feet 2 de George Miller
- Harry Potter et les Reliques de la Mort, partie 2 (Harry Potter and the Deathly Hallows: Part 2) de David Yates
- Ninja Kids!!! de Takashi Miike
- Rockstar d'Imtiaz Ali
- Scooby-Doo : La Légende du Phantosaure (Scooby-Doo! Legend of the Phantosaur) d'Ethan Spaulding
- Sherlock Holmes : Jeu d'ombres (Sherlock Holmes: A Game of Shadows) de Guy Ritchie
- Very Bad Trip 2 (The Hangover Part II) de Todd Phillips
- La voz dormida de Benito Zambrano

#### 2012
- A Christmas Story 2 de Brian Levant
- Argo de Ben Affleck
- Batman: The Dark Knight Returns, partie 1 de Jay Oliva
- La Colère des Titans (Wrath of the Titans) de Jonathan Liebesman
- The Dark Knight Rises de Christopher Nolan
- Dark Shadows de Tim Burton
- Kenshin le vagabond (Rurōni Kenshin) de Keishi Ōtomo
- La Ligue des justiciers : Échec (Justice League: Doom) de Lauren Montgomery
- Ludwig II. de Marie Noëlle et Peter Sehr
- Moi, député (The Campaign) de Jay Roach
- Outrage: Beyond (Autoreiji: Biyondo) de Takeshi Kitano
- Scooby-Doo : Le Chant du vampire (Scooby-Doo and the Music of the Vampire) de David Block
- Scooby-Doo : Les Jeux monstrolympiques (Scooby-Doo! Spooky Games) de Mark Banker
- Scooby-Doo : Tous en piste (Big Top Scooby-Doo!) de Ben Jones
- Scooby-Doo et les Vacances de la peur (Scooby-Doo! Haunted Holidays) de Victor Cook
- Superman contre l'Élite (Superman vs. The Elite) de Michael Chang
- Un témoin pour cible (Schutzengel) de Til Schweiger

#### 2013
- 42 de Brian Helgeland
- Batman: The Dark Knight Returns, partie 2 de Jay Oliva
- The Best Offer (La migliore offerta) de Giuseppe Tornatore
- Coq au vin 2 (Kokowääh 2) de Til Schweiger et Torsten Künstler
- Gravity de Alfonso Cuarón
- Jack le chasseur de géants (Jack the Giant Slayer) de Bryan Singer
- Lego Batman, le film : Unité des super héros (Lego Batman: The Movie - DC Super Heroes Unite) de Jon Burton
- La Ligue des justiciers : Le Paradoxe Flashpoint (Justice League: The Flashpoint Paradox) de Jay Oliva
- Man of Steel de Zack Snyder
- Match retour (Grudge Match) de Peter Segal
- Les Miller, une famille en herbe (We're the Millers) de Rawson Marshall Thurber
- Pacific Rim de Guillermo del Toro
- Scooby-Doo : Blue Falcon, le retour (Scooby-Doo! Mask of the Blue Falcon) de Michael Goguen
- Scooby-Doo au secours de la NASA (Scooby-Doo! Mecha Mutt Menace) de Rick Copp
- Scooby-Doo et l'Épouvantable Épouvantail (Scooby-Doo! and the Spooky Scarecrow) de Michael Goguen
- Scooby-Doo et la Carte au trésor (Scooby-Doo! Adventures: The Mystery Map) de Jomac Noph
- Scooby-Doo et le Fantôme de l'Opéra (Scooby-Doo! Stage Fright) de Victor Cook
- Sublimes Créatures (Beautiful Creatures) de Richard LaGravenese
- Superman contre Brainiac (Superman: Unbound) de James Tucker
- Unforgiven de Lee Sang-il

#### 2014
- 300 : La Naissance d'un empire (300: Rise of an Empire) de Noam Murro
- American Sniper de Clint Eastwood
- Les Aventures de la Ligue des justiciers : Piège temporel (JLA Adventures: Trapped in Time) de Giancarlo Volpe
- Batman : Assaut sur Arkham (Batman: Assault on Arkham) de Jay Oliva
- Black Butler de Kentarō Ohtani et Kei'ichi Sato
- C'est ici que l'on se quitte (This Is Where I Leave You) de Shawn Levy
- Edge of Tomorrow de Doug Liman
- Famille recomposée (Blended) de Frank Coraci
- Le Fils de Batman (Son of Batman) d'Ethan Spaulding
- Godzilla de Gareth Edwards
- La Grande Aventure Lego (The Lego Movie) de Chris Miller et Phil Lord
- Honig im Kopf de Til Schweiger
- Inherent Vice de Paul Thomas Anderson
- Interstellar de Christopher Nolan
- Jersey Boys de Clint Eastwood
- Le Juge (The Judge) de David Dobkin
- Kenshin : Kyoto Inferno (Rurōni Kenshin: Kyōto taika-hen) de Keishi Ōtomo
- Kenshin : La Fin de la légende (Rurōni Kenshin: Densetsu no saigo-hen) de Keishi Ōtomo
- Lego DC Comics: Batman Be-Leaguered de Rick Morales
- La Ligue des justiciers : Guerre (Justice League: War) de Jay Oliva
- Scooby-Doo : Aventures en Transylvanie (Scooby-Doo! Frankencreepy) de Paul McEvoy
- Scooby-Doo : Frayeur à la Coupe du monde de football (Scooby Doo! Ghastly Goals) de Victor Cook
- Scooby-Doo et la Folie du catch (Scooby-Doo! Wrestlemania Mystery) de Brandon Vietti
- Un amour d'hiver (Winter's Tale) d'Akiva Goldsman

#### 2015
- Agents très spéciaux : Code UNCLE (The Man from U.N.C.L.E.) de Guy Ritchie
- Au cœur de l'océan (In the Heart of the Sea) de Ron Howard
- Batman Unlimited : L'Instinct animal (Batman Unlimited: Animal Instincts) de Butch Lukic
- Batman Unlimited : Monstrueuse Pagaille (Batman Unlimited: Monster Mayhem) de Butch Lukic
- Batman vs. Robin de Jay Oliva
- Creed : L'Héritage de Rocky Balboa (Creed) de Ryan Coogler
- En cavale (Hot Pursuit) d'Anne Fletcher
- En taule : Mode d'emploi (Get Hard) de Etan Cohen
- Entourage de Doug Ellin
- Jupiter : Le Destin de l'univers (Jupiter Ascending) de Lana et Lilly Wachowski
- Lego DC Comics Super Heroes - La Ligue des justiciers : L'Attaque de la Légion maudite (Lego DC Comics Super Heroes - Justice League: Attack of the Legion of Doom) de Rick Morales
- Lego DC Comics Super Heroes : La Ligue des justiciers contre la Ligue des Bizarro (Lego DC Comics Super Heroes: Justice League vs. Bizarro League) de Burton Vietti
- Lego Scooby-Doo : Terreur au temps des chevaliers (Lego Scooby-Doo! Knight Time Terror) de Rick Morales
- La Ligue des justiciers : Dieux et Monstres (Justice League: Gods and Monsters) de Sam Liu
- La Ligue des justiciers : Le Trône de l'Atlantide (Justice League: Throne of Atlantis) d'Ethan Spaulding
- Looney Tunes : Cours, lapin, cours (Looney Tunes: Rabbits Run) de Jeff Siergey
- Max de Boaz Yakin
- Monsieur Nounou (Der Nanny) de Matthias Schweighöfer et Torsten Künstler
- Night Run (Run All Night) de Jaume Collet-Serra
- Palmiers dans la neige (Palmeras en la nieve) de Fernando González Molina
- Pan de Joe Wright
- Les Pierrafeu et WWE : Catch préhistorique ! (The Flintstones & WWE: Stone Age Smackdown) de Spike Brandt et Tony Cervone
- Scooby-Doo : Rencontre avec Kiss (Scooby-Doo! and Kiss: Rock and Roll Mystery) de Tony Cervone
- Scooby-Doo et le Monstre de l'espace (Scooby-Doo! Moon Monster Madness) de Paul McEvoy
- Scooby-Doo et le Monstre de la plage (Scooby-Doo! and the Beach Beastie) de Joel Opera

#### 2016
- Les Animaux fantastiques (Fantastic Beasts and Where to Find Them) de David Yates
- Batman: The Killing Joke de Sam Liu
- Batman : Mauvais Sang (Batman: Bad Blood) de Jay Oliva
- Batman : Le Retour des justiciers masqués (Batman: Return of the Caped Crusaders) de Rick Morales
- Batman Unlimited : Machines contre Mutants (Batman Unlimited: Mech vs. Mutants) de Curt Geda
- Batman v Superman : L'Aube de la justice (Batman v Superman: Dawn of Justice) de Zack Snyder
- Braquage à l'allemande (Vier gegen die Bank) de Wolfgang Petersen
- Cigognes et compagnie (Storks) de Nicholas Stoller et Doug Sweetland
- Comme Cendrillon : Trouver chaussure à son pied (A Cinderella Story: If the Shoe Fits) de Michelle Johnston
- Coup de foudre par SMS (SMS für Dich) de Karoline Herfurth
- DC Super Hero Girls : Héroïne de l'année (DC Super Hero Girls: Hero of the Year) de Cecilia Aranovich
- Death Note: Light Up the New World de Shinsuke Satō
- Lego DC Comics Super Heroes - La Ligue des justiciers : L'Affrontement cosmique (Lego DC Comics Super Heroes - Justice League: Cosmic Clash) de Rick Morales
- Lego DC Comics Super Heroes - La Ligue des justiciers : S'évader de Gotham City (Lego DC Comics Super Heroes - Justice League: Gotham City Breakout) de Matt Peters et Melchior Zwyer
- Lego Scooby-Doo : Le Fantôme d'Hollywood (Lego Scooby-Doo! Haunted Hollywood) de Rick Morales
- La Ligue des justiciers vs. les Teen Titans (Justice League vs. Teen Titans) de Sam Liu
- Live by Night de Ben Affleck
- Midnight Special de Jeff Nichols
- Mr. Wolff (The Accountant) de Gavin O'Connor
- Museum de Keishi Ōtomo
- The Nice Guys de Shane Black
- Scooby-Doo et WWE : La Malédiction du pilote fantôme (Scooby-Doo! and WWE: Curse of the Speed Demon) de Tim Divar et Brandon Vietti
- Suicide Squad de David Ayer
- Sully de Clint Eastwood
- Tarzan (The Legend of Tarzan) de David Yates
- Terra Formars de Takashi Miike

#### 2017
- Batman et Harley Quinn (Batman and Harley Quinn) de Sam Liu
- Batman vs. Double-Face (Batman vs.Two-Face) de Rick Morales
- Bingo (Bingo: O Rei das Manhãs) de Daniel Rezende
- Blade of the Immortal (Mugen no jūnin) de Takashi Miike
- Braquage à l'ancienne (Going in Style) de Zach Braff
- Bullyparade: Der Film de Michael Herbig
- CHiPs de Dax Shepard
- Como se Tornar o Pior Aluno da Escola de Fabrício Bittar
- Confession of Murder (22-nenme no kokuhaku: Watashi ga satsujinhan desu) de Yū Irie
- DC Super Hero Girls : Jeux intergalactiques (DC Super Hero Girls: Intergalactic Games) de Cecilia Aranovich
- The Disaster Artist de James Franco
- Dunkerque (Dunkirk) de Christopher Nolan
- Femme et Mari (Moglie e marito) de Simone Godano
- Fullmetal Alchemist de Fumihiko Sori
- Geostorm de Dean Devlin
- Gintama de Yūichi Fukuda
- Hirune hime, rêves éveillés (Hirune-hime: Shiranai watashi no monogatari) de Kenji Kamiyama
- In the Fade (Aus dem Nichts) de Fatih Akın
- Justice League de Zack Snyder
- Justice League Dark de Jay Oliva
- Kong: Skull Island de Jordan Vogt-Roberts
- Lego Batman, le film (Lego Batman: The Movie) de Chris McKay
- Lego DC Super Hero Girls : Rêve ou Réalité (Lego DC Super Hero Girls: Brain Drain) de Todd Grim
- Lego Ninjago, le film (The Lego Ninjago Movie) de Charlie Bean, Bob Logan et Paul Fisher
- Lego Scooby-Doo : Mystère sur la plage (Lego Scooby-Doo! Blowout Beach Bash) d'Ethan Spaulding
- Napoli velata de Ferzan Özpetek
- On a échangé nos filles (High Society) d'Anika Decker
- Outrage: Coda (Autoreiji saishūshō) de Takeshi Kitano
- Paddington 2 de Paul King
- I peggiori de Vincenzo Alfieri
- Poveri ma ricchissimi de Fausto Brizzi
- Pure Country: Pure Heart de Damon Santostefano
- Le Roi Arthur : La Légende d'Excalibur (King Arthur: Legend of the Sword) de Guy Ritchie
- Scooby-Doo : Le Clash des Sammys (Scooby-Doo! Shaggy's Showdown) de Candie et Doug Langdale
- Sensei! de Takahiro Miki
- Teen Titans: The Judas Contract de Sam Liu
- Wonder Woman de Patty Jenkins

#### 2018
- 3D Kanojo Real Girl de Tsutomu Hanabusa
- Le 15 h 17 pour Paris (The 15:17 to Paris) de Clint Eastwood
- 100 Dinge de Florian David Fitz
- A Million Little Pieces de Sam Taylor-Johnson
- A Star Is Born de Bradley Cooper
- Alex and Me d'Eric Champnella
- Amazing Grace - Aretha Franklin d'Alan Elliott
- Les Animaux fantastiques : Les Crimes de Grindelwald (Fantastic Beasts: Crimes of Grindelwald) de David Yates
- Aquaman de James Wan
- Batman: Gotham by Gaslight de Sam Liu
- Batman Ninja de Junpei Mizusaki
- Bingo (Bingo: O Rei das Manhãs) de Daniel Rezende
- Bleach de Shinsuke Satō
- Crazy Rich Asians de Jon Chu
- Creed 2 de Steven Caple Jr.
- DC Super Hero Girls : Les Légendes de l'Atlantide (DC Super Hero Girls: Legends of Atlantis) de Cecilia Aranovich et Ian Hamilton
- Du miel plein la tête (Head Full of Honey) de Til Schweiger
- L'Inciseur (Abgeschnitten) de Christian Alvart
- Jim Bouton : La Cité des dragons (Jim Knopf und Lukas der Lokomotivführer) de Dennis Gansel
- Der Junge muss an die frische Luft de Caroline Link
- Klassentreffen 1.0 de Til Schweiger
- Lego DC Super Hero Girls : Le Collège des super-méchants (Lego DC Super Hero Girls: Super Villain High) d'Elsa Garagarz
- Marmalade Boy de Ryūichi Hiroki
- Mère incontrôlable à la fac (Life of the Party) de Ben Falcone
- La Mort de Superman (The Death of Superman) de Jake Castorena et Sam Liu
- Mowgli : La Légende de la jungle (Mowgli: Legend of the Jungle) d'Andy Serkis
- Ocean's 8 de Gary Ross
- Peur bleue 2 (Deep Blue Sea 2) de Darin Scott
- La prima pietra de Rolando Ravello
- Ready Player One de Steven Spielberg
- Scooby-Doo et Batman : L'Alliance des héros (Scooby-Doo! and Batman: The Brave and the Bold) de Jake Castorena
- Scooby-Doo et le Fantôme gourmand (Scooby-Doo! and the Gourmet Ghost) de Cecilia Aranovich
- Spielmacher de Timon Modersohn
- Suicide Squad : Le Prix de l'enfer (Suicide Squad: Hell to Pay) de Sam Liu
- Talvez uma História de Amor de Rodrigo Bernardo
- Teen Titans Go! le film (Teen Titans Go! To the Movies) d'Aaron Horvath et Peter Rida Michail
- Le Témoin invisible (Il testimone invisibile) de Stefano Mordini
- Tomb Raider de Roar Uthaug
- Uno di famiglia d'Alessio Maria Federici
- Vielmachglas de Florian Ross
- Yéti et Compagnie (Smallfoot) de Karey Kirkpatrick

#### 2019
- Abikalypse d'Adolfo J. Kolmerer
- Auerhaus de Neele Leana Vollmar
- La Bataille de Jangsari (Jangsari: Yitheojin youngwoongdeul) de Kwak Kyung-taek et Kim Tae-hun
- Batman et les Tortues Ninja (Batman vs. Teenage Mutant Ninja Turtles) de Jake Castorena
- Batman : Silence (Batman: Hush) de Justin Copeland
- Brooklyn Affairs (Motherless Brooklyn) d'Edward Norton
- Le Chardonneret (The Goldfinch) de John Crowley
- Chorar de Rir de Toniko Melo
- Dance with Me de Shinobu Yaguchi
- Doctor Sleep de Mike Flanagan
- The Doll Comes Home de Mary Haflinger
- Fan xiao de John Hsu
- Godzilla 2 : Roi des monstres (Godzilla: King of the Monsters) de Michael Dougherty
- Golden Glove (Der Goldene Handschuh) de Fatih Akın
- La Grande Aventure Lego 2 (The Lego Movie 2: The Second Part) de Mike Mitchell
- Joker de Todd Phillips
- Justice League vs. the Fatal Five de Sam Liu
- Kugatsu no koi to deaumade de Toru Yamamoto
- Der letzte Bulle de Peter Thorwarth
- Mon étoile solaire (The Sun Is Also a Star) de Ry Russo-Young
- My Zoé (My Zoe) de Julie Delpy
- Ni no kuni de Yoshiyuki Momose
- Perdiendo el este de Paco Caballero
- Pokémon : Détective Pikachu (Pokémon: Detective Pikachu) de Rob Letterman
- Pour toujours (La dea fortuna) de Ferzan Özpetek
- Quand Hitler s'empara du lapin rose (Als Hitler das rosa Kaninchen stahl) de Caroline Link
- Le Règne des Supermen (Reign of the Supermen) de Sam Liu
- Rocca verändert die Welt de Katja Benrath
- Scooby-Doo et la Malédiction du treizième fantôme (Scooby-Doo! and the Curse of the 13th Ghost) de Cecilia Aranovich
- Scooby-Doo : Retour sur l'île aux zombies (Scooby-Doo: Return to Zombie Island) de Cecilia Aranovich et Ethan Spaulding
- Shaft de Tim Story
- Shazam! de David F. Sandberg
- Sweethearts de Karoline Herfurth
- Teen Titans Go! vs. Teen Titans de Marly Halpern-Graser et Jeremy Adams
- TKKG de Robert Thalheim
- Western Stars de Bruce Springsteen et Thom Zimny
- White Snake (Bai she: Yuan qi) d'Amp Wong et Zhao Ji
- Wonder Woman: Bloodlines de Sam Liu et Justin Copeland
- Wonderland : Le Royaume sans pluie (Birthday Wonderland) de Keiichi Hara

### Années 2020

#### 2020
- American Pickle (An American Pickle) de Brandon Trost
- Birds of Prey (Birds of Prey (and the Fantabulous Emancipation of One Harley Quinn)) de Cathy Yan
- C'est Noël chez nous (Christmas on the Square) de Debbie Allen
- Clouds de Justin Baldoni
- Comme chiens et chats : Patte dans la patte (Cats and Dogs 3: Paws Unite!) de Sean McNamara
- Gekijôban Shirobako de Tsutomu Mizushima
- La Grande Traversée (Let Them All Talk) de Steven Soderbergh
- Die Hochzeit de Til Schweiger
- Joyeux Halloween, Scooby-Doo! (Happy Halloween, Scooby-Doo!) de Maxwell Atoms
- Justice League Dark: Apokolips War de Matt Peters et Christina Sotta
- Lasciami andare de Stefano Mordini
- Lego DC Shazam! : Monstres et Magie (Lego DC Shazam!: Magic and Monsters) de Matt Peters
- Mortal Kombat Legends: Scorpion's Revenge d'Ethan Spaulding
- Sacrées Sorcières (The Witches) de Robert Zemeckis
- Scooby ! (Scoob!) de Tony Cervone
- Superintelligence de Ben Falcone
- Tenet de Christopher Nolan
- Unpregnant de Rachel Goldenberg
- Superman : L'Homme de demain (Superman: Man of Tomorrow) de Chris Palmer
- Superman: Red Son de Sam Liu
- Takeover de Florian Ross
- The Way Back de Gavin O'Connor
- Wonder Woman 1984 de Patty Jenkins

#### 2021
- Batman: The Long Halloween, partie 1 de Chris Palmer
- Batman: The Long Halloween, partie 2 de Chris Palmer
- Batman: Soul of the Dragon de Sam Liu
- Cry Macho de Clint Eastwood
- D'où l'on vient (In the Heights) de Jon Chu
- Dune de Denis Villeneuve
- Godzilla vs Kong d'Adam Wingard
- Injustice de Matt Peters
- Inni ludzie d'Aleksandra Terpinska
- Judas and the Black Messiah de Shaka King
- Justice Society: World War II de Jeff Wamester
- Kenshin : L'Achèvement (Rurōni Kenshin saishū shō: The Final) de Keishi Ōtomo
- Many Saints of Newark - Une histoire des Soprano (The Many Saints of Newark) d'Alan Taylor
- Matrix Resurrections (The Matrix Resurrections) de Lana Wachowski
- La Méthode Williams (King Richard) de Reinaldo Marcus Green
- Mortal Kombat Legends: Battle of the Realms d'Ethan Spaulding
- Next Door (Nebenan) de Daniel Brühl
- No Sudden Move de Steven Soderbergh
- Scooby-Doo et la Légende du Roi Arthur (Scooby-Doo! The Sword and the Scoob) de Maxwell Atoms
- Scooby-Doo! rencontre Courage, le chien froussard (Straight Outta Nowhere: Scooby-Doo Meets Courage the Cowardly Dog) de Cecilia Aranovich
- Space Jam : Nouvelle Ère (Space Jam: A New Legacy) de Malcolm D. Lee
- The Suicide Squad de James Gunn
- Tom et Jerry (Tom and Jerry) de Tim Story
- Un Noël en 8 bits (8-Bit Christmas) de Michael Dowse
- Une affaire de détails (The Little Things) de John Lee Hancock
- Zack Snyder's Justice League de Zack Snyder

#### 2022
- Les Animaux fantastiques : Les Secrets de Dumbledore (Fantastic Beasts: The Secrets of Dumbledore) de David Yates
- Black Adam de Jaume Collet-Serra
- The Batman de Matt Reeves
- Batman and Superman: Battle of the Super Sons de Matt Peters
- Catwoman: Hunted de Shinsuke Terasawa
- Don't Worry Darling d'Olivia Wilde
- Elvis de Baz Luhrmann
- Eraser: Reborn de John Pogue
- Fullmetal Alchemist : La Dernière Alchimie (Hagane no Renkinjutsushi: Kanketsu-hen - Saigo no Rensei) de Fumihiko Sori
- Fullmetal Alchemist : La Vengeance de Scar (Hagane no Renkinjutsushi: Kanketsu-hen - Fukushusha Scar) de Fumihiko Sori
- Green Lantern: Beware My Power de Jeff Wamester
- KIMI de Steven Soderbergh
- Krypto et les Super-Animaux (DC League of Super-Pets) de Jared Stern et Sam Levine
- Moonshot de Chris Winterbauer
- Mortal Kombat Legends: Snow Blind de Rick Morales
- Scooby-Doo et la Mission d'Halloween (Trick or Treat Scooby-Doo!) d'Audie Harrison
- Sept Femmes (Sette donne e un mistero) d'Alessandro Genovesi
- El test de Dani de la Orden
- Tom et Jerry au Far West (Tom and Jerry: Cowboy Up!) de Darrell Van Citters
- Une histoire de Noël à Noël (A Christmas Story Christmas) de Clay Kaytis

#### 2023
- Aquaman et le Royaume perdu (Aquaman and the Lost Kingdom) de James Wan
- Barbie de Greta Gerwig
- Blue Beetle d'Angel Manuel Soto
- La Couleur pourpre de Blitz Bazawule (en)
- Creed 3 de Michael B. Jordan
- En eaux très troubles (The Meg 2: The Trench) de Ben Wheatley
- L'Étrange Noël du petit Batman (Merry Little Batman) de Mike Roth
- Evil Dead Rise de Lee Cronin
- The Flash d'Andrés Muschietti
- Justice League: Warworld de Jeff Wamester
- Legion of Super-Heroes de Jeff Wamester
- Maboroshi (Alice to Therese no maboroshi kōjō) de Mari Okada
- Mortal Kombat Legends: Cage Match d'Ethan Spaulding
- Scooby-Doo et Krypto (Scooby-Doo! and Krypto, Too!) de Cecilia Aranovich
- Shazam! La Rage des Dieux (Shazam! Fury of the Gods) de David F. Sandberg
- Wonka de Paul King

#### 2024
- Daffy et Porky sauvent le monde (The Day the Earth Blew Up: A Looney Tunes Movie) de Pete Browngardt
- Dune, deuxième partie (Dune: Part Two) de Denis Villeneuve
- Godzilla x Kong : Le Nouvel Empire (Godzilla x Kong: The New Empire) d'Adam Wingard
- Justice League: Crisis on Infinite Earths de Jeff Wamester
- Beetlejuice Beetlejuice de Tim Burton
- Joker : Folie à deux de Todd Phillips
- Le Seigneur des anneaux : La Guerre des Rohirrim (The Lord of the Rings: The War of the Rohirrim) de Kenji Kamiyama
- Watchmen de Brandon Vietti

#### 2025
- The Alto Knights de Barry Levinson
- Batman Ninja vs. Les Yakuzas (Batman Ninja vs. Yakuza League) de Junpei Mizusaki et Shinji Takagi
- F1 de Joseph Kosinski
- Mickey 17 de Bong Joon-ho
- Minecraft, le film de Jared Hess
- Mr. Wolff 2 (The Accountant 2) de Gavin O'Connor
- Superman de James Gunn
- Une enfance allemande : Île d'Amrum, 1945 (Amrum) de Fatih Akin

#### 2026
- Coyote vs. Acme de Dave Green
- Flowervale Street de David Robert Mitchell

### Sans date de sortie
- Sherlock Holmes 3 de Dexter Fletcher